# Президентские выборы в США (2016)
Президентские выборы в США 2016 года прошли 8 ноября и стали 58-ми выборами президента США в рамках всеобщих выборов.
Вторая статья Конституции США предусматривает, что для избрания президентом Соединённых Штатов Америки лицо должно быть гражданином США по рождению, не моложе 35 лет, прожившим на территории Соединённых Штатов Америки не менее 14 лет. Действующий на тот момент президент США, Барак Обама не имел права быть избранным на третий срок — по причине ограничения сроков полномочий в соответствии с двадцать второй поправкой к Конституции США.
Кандидаты в президенты чаще выдвигаются от одной из политических партий США, и в этом случае каждая из сторон разрабатывает метод (например, общепартийные национальные праймериз), который позволяет выбрать того, кто, по мнению партии, лучше подходит для выдвижения на эту должность. Члены партии официально выдвигают кандидатуру на должность президента от имени партии. В ходе этой избирательной кампании праймериз и кокусы двух основных партий проходили с февраля по июнь 2016 года, во всех 50 штатах, столичном округе Колумбия и 6 территориях.
Бизнесмен-миллиардер Дональд Трамп стал официальным кандидатом от Республиканской партии 19 июля 2016 года, одержав победу над сенаторами Тедом Крузом и Марко Рубио, губернатором Огайо Джоном Кейсиком и тринадцатью другими кандидатами. Бывший государственный секретарь и сенатор Хиллари Клинтон была выдвинута 26 июля 2016 года после победы над сенатором от Вермонта Берни Сандерсом.
Победу на выборах одержал Дональд Трамп, набрав 306 голосов выборщиков против 232 за Хиллари Клинтон. По итогам голосования коллегии выборщиков 19 декабря 2016 года были подтверждены голоса 304 выборщиков за Трампа и 227 за Клинтон. Однако Клинтон опередила Трампа на 2,9 миллионов голосов избирателей, набрав 65,8 миллионов против 62,9 миллионов. Данные выборы стали пятыми в истории США, когда президентом страны стал кандидат, набравший меньшее число голосов избирателей, чем проигравший кандидат.
В 19-й раз победившему кандидату не удалось набрать и 50 % ото всех голосов избирателей.
В возрасте 70 лет Дональд Трамп стал старейшим на тот момент впервые избранным президентом США, чем побил рекорд Рональда Рейгана, занявшего этот пост в 69 лет.
Впервые в истории таких выборов в США, как в ходе предвыборной кампании, так и после, было заявлено о масштабном иностранном «российском вмешательстве» с целью влияния на ход и результаты выборов с поддержкой одного из кандидатов (Трампа) и дискредитацией другого (Клинтон).

## Демократическая партия
Бывший госсекретарь США Хиллари Клинтон, которая также служила в Сенате и была 47-й первой леди США, стала первым кандидатом от Демократической партии США, которая анонсировала своё участие в президентской гонке 12 апреля 2015 года. Хиллари Клинтон являлась наиболее популярным кандидатом от Демократической партии, однако серьёзным противником для неё выступил независимый сенатор от штата Вермонт Берни Сандерс, который стал вторым кандидатом от Демократической партии, объявившим о своём участии в выборах 30 апреля 2015 года. Также в качестве возможного кандидата от демократов рассматривался вице-президент Джо Байден, но в октябре 2015 года он отказался от выдвижения своей кандидатуры.
По итогам праймериз, предполагаемым кандидатом стала Клинтон, одержавшая победы в 28 штатах, а также всех территориях и в округе Колумбия.
22 июля 2016 года Хиллари Клинтон заявила, что кандидатом в вице-президенты США от Демократической партии станет сенатор от штата Виргиния Тим Кейн.
| Демократическая партия (США)              |                                         |
| Хиллари Клинтон                           | Тим Кейн                                |
| (кандидат в президенты)                   | (кандидат в вице-президенты)            |
|                                           |                                         |
| Государственный секретарь США (2009—2013) | Сенатор от штата Виргиния (с 2013 года) |
|                                           |                                         |
| [ 11 ] [ 12 ] [ 13 ]                      |                                         |

### Отказались от участия во время праймериз

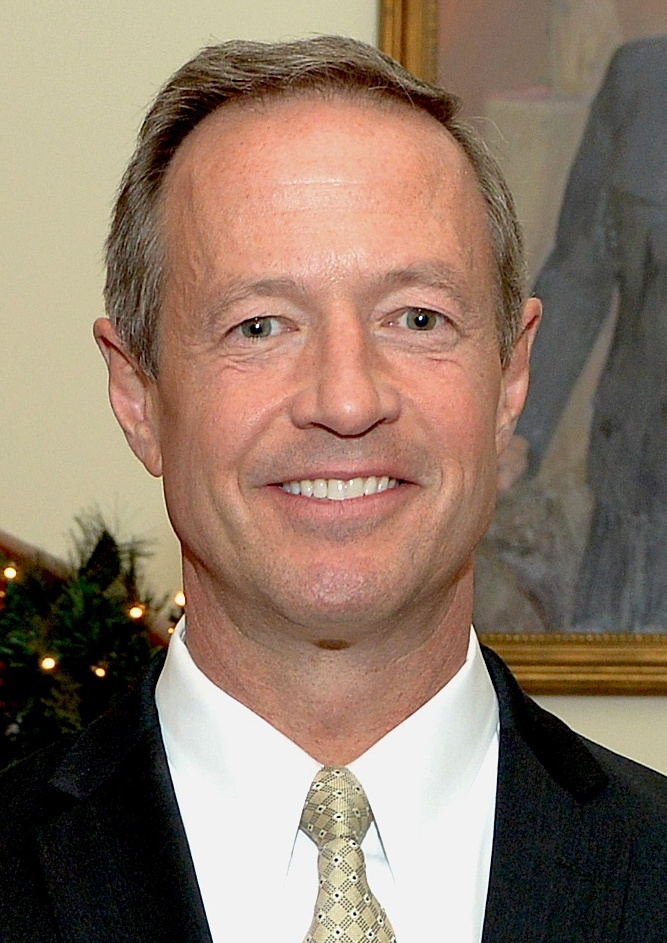
Мартин О'Мэлли, Губернатор Мэриленда (2007—2015)
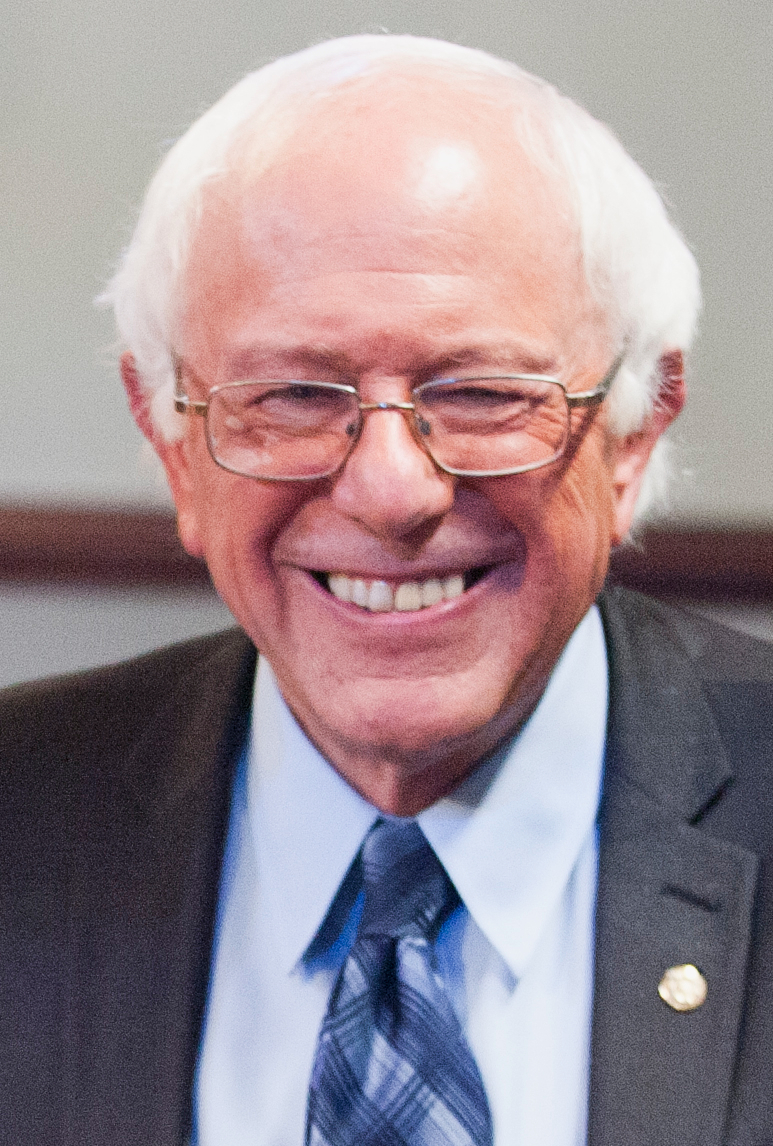
Берни Сандерс, Сенатор от штата Вермонт (с 2007)

### Отказались от участия до начала праймериз

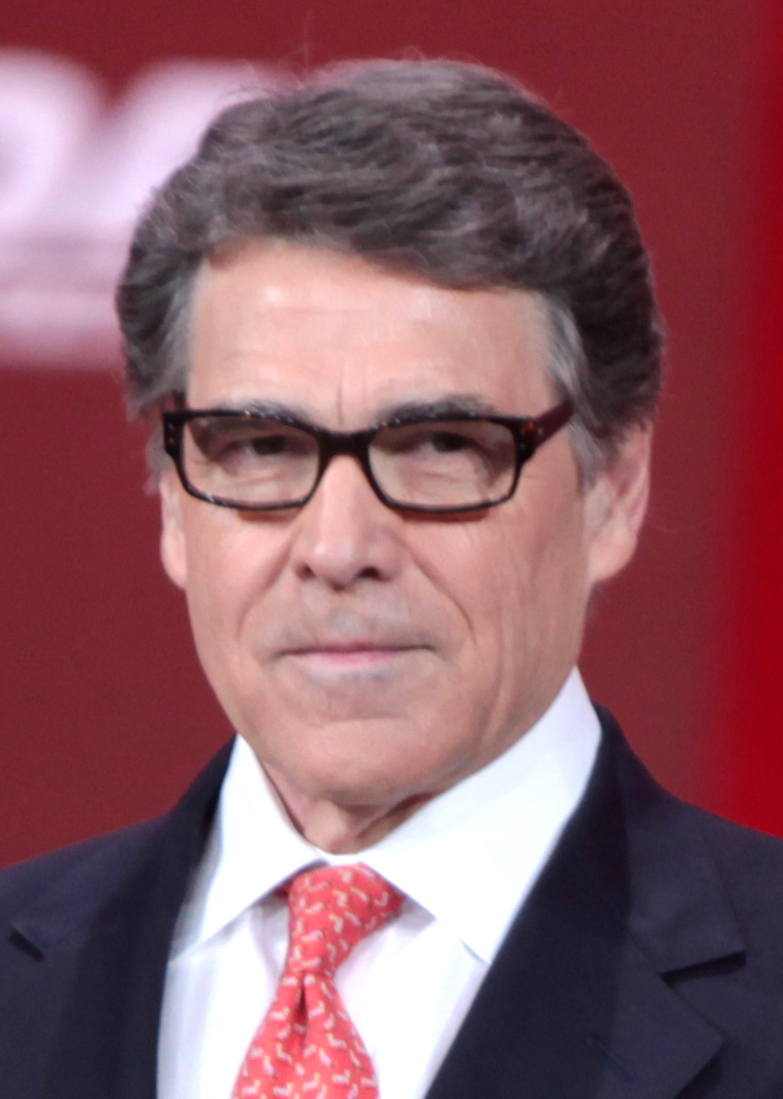
Рик Перри, экс-губернатор Техаса (2000—2015)
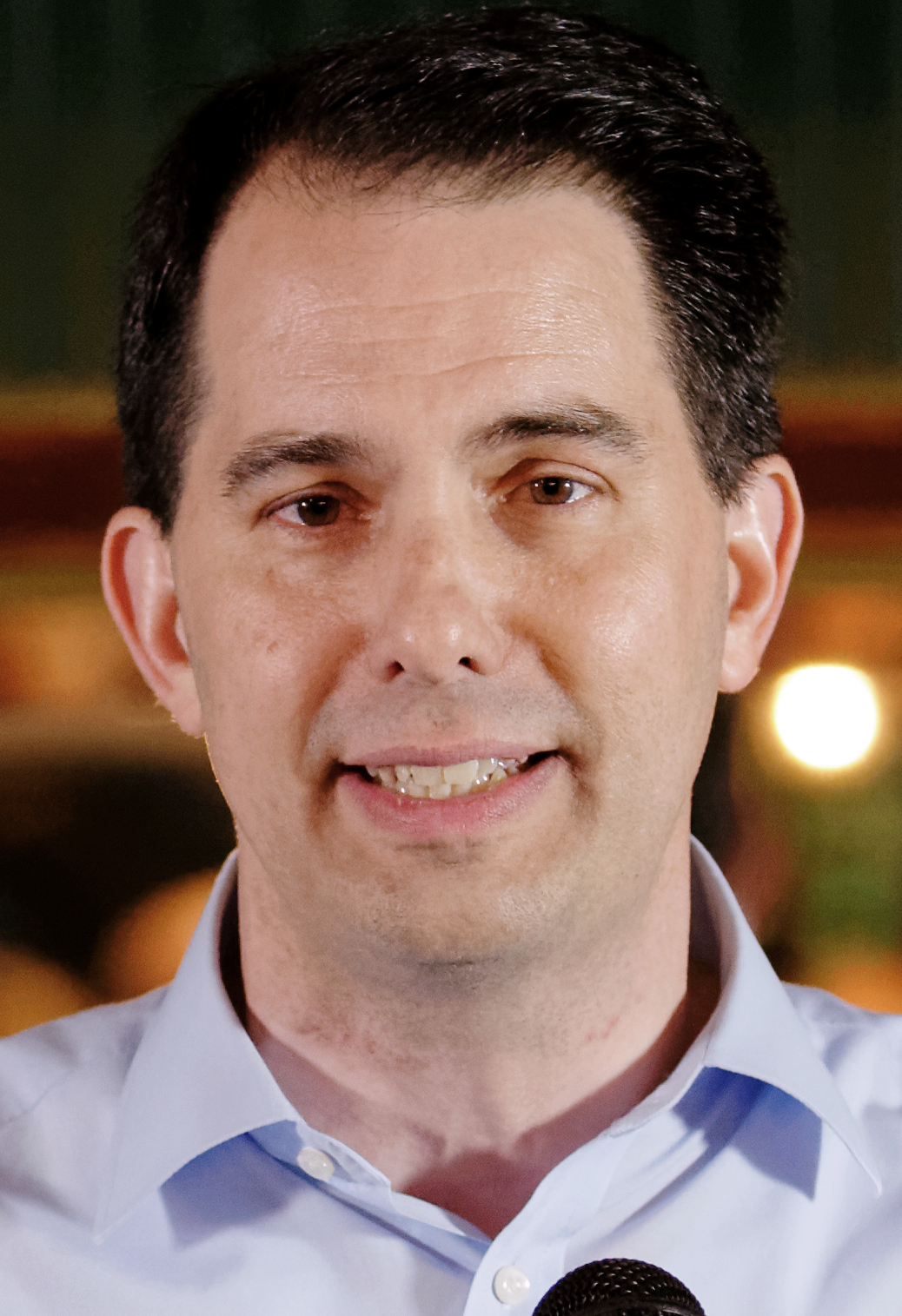
Скотт Уокер, губернатор Висконсина (с 2011)
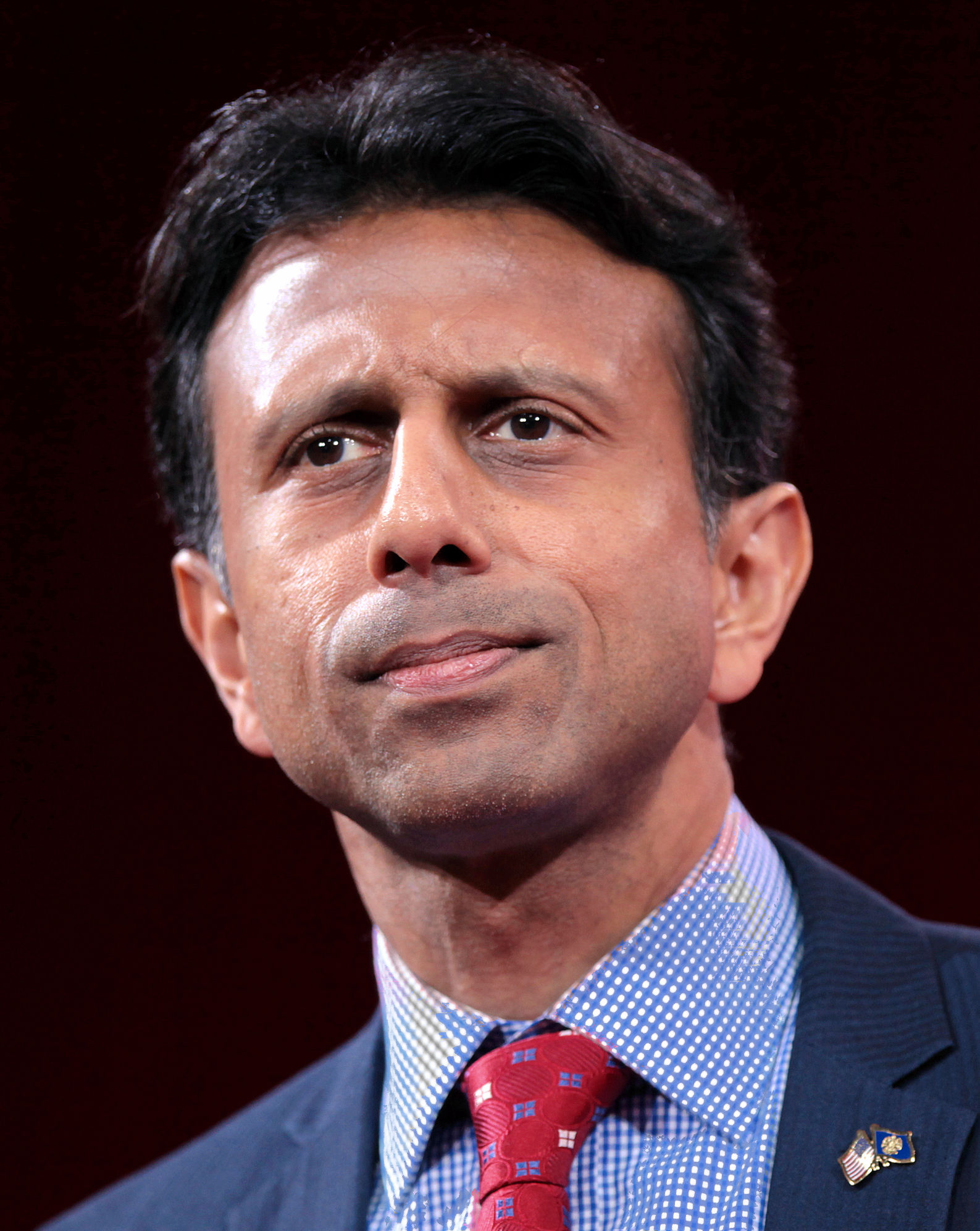
Бобби Джиндал, губернатор Луизианы (с 2008)
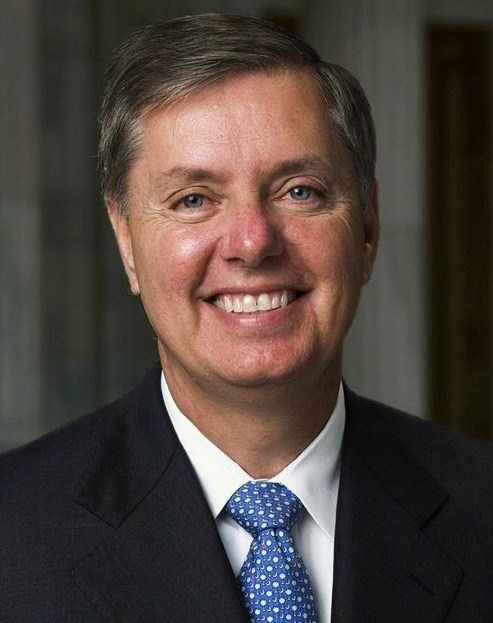
Линдси Грэм, сенатор от штата Южная Каролина (с 2003)
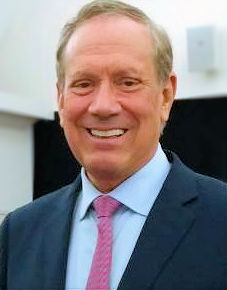
Джордж Патаки, губернатор штата Нью-Йорк (1995—2006)

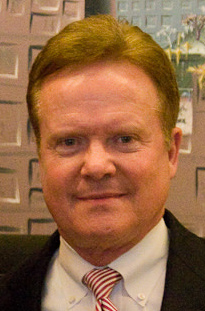
Джим Уэбб, экс-сенатор от Виргинии (2007—2013)
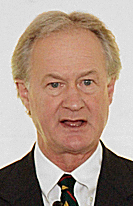
Линкольн Чейфи, экс-губернатор Род-Айленда (2011—2015)
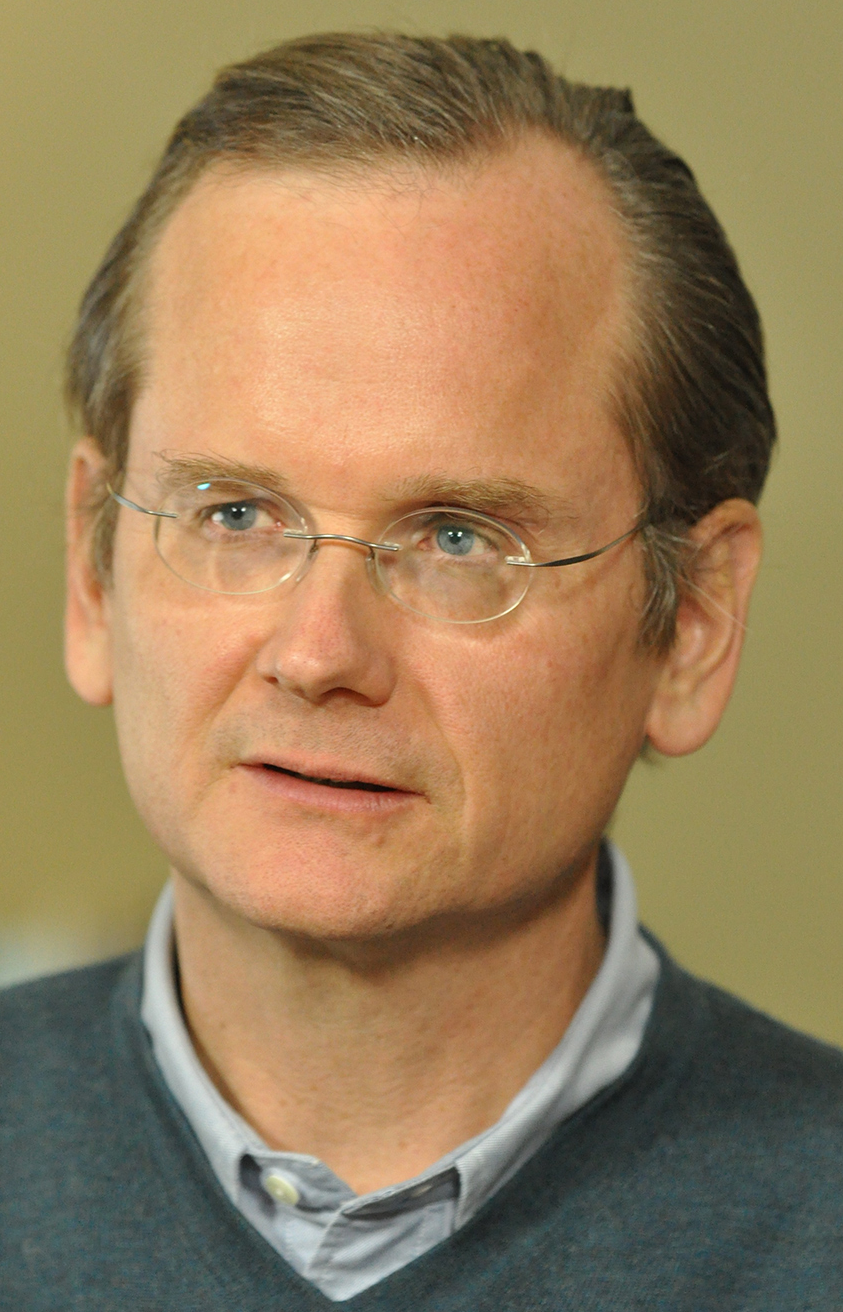
Лоуренс Лессиг, профессор права

## Республиканская партия
Победителем праймериз Республиканской партии стал миллиардер Дональд Трамп, одержавший победы в 36 штатах, а также на Северных Марианских Островах. Кандидатом в вице-президенты США от Республиканской партии станет губернатор Индианы Майк Пенс.
Съезд Республиканской партии, прошедший 18—21 июля 2016 года, утвердил Дональда Трампа официальным кандидатом в президенты США, а Майкла Пенса официальным кандидатом в вице-президенты США от Республиканской партии.
При анализе поддержки Трампа было выявлено, что его поддерживают тем вероятнее, «чем более враждебно избиратели настроены по отношению к женщинам».
| Республиканская партия (США)                     |                                |
| Дональд Трамп                                    | Майк Пенс                      |
| (кандидат в президенты)                          | (кандидат в вице-президенты)   |
|                                                  |                                |
| Миллиардер, глава Trump Organization (1971–2017) | Губернатор Индианы (2013–2017) |
|                                                  |                                |
| Кампания                                         |                                |
| [ 18 ] [ 19 ] [ 20 ]                             |                                |

### Отказались от участия во время праймериз

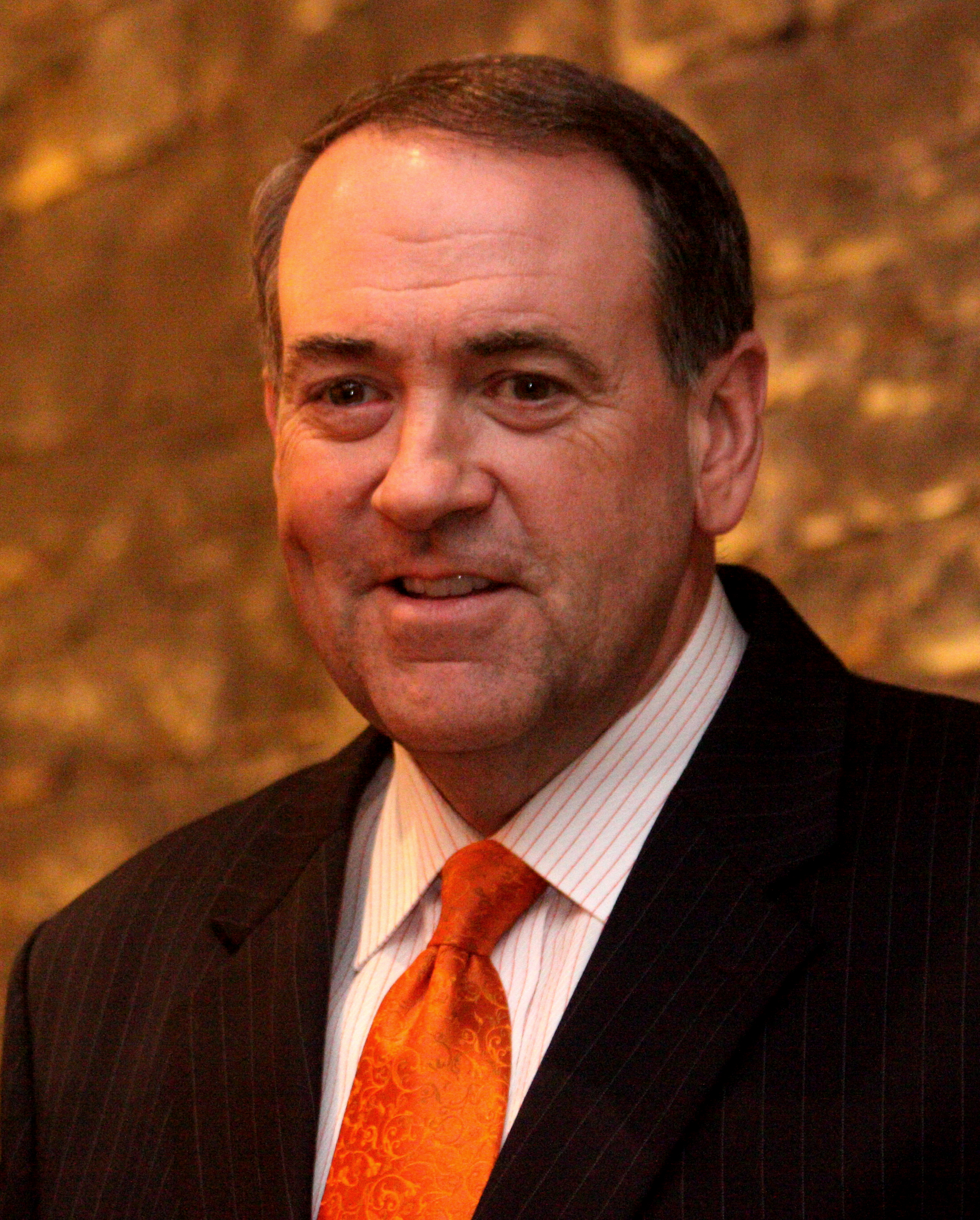
Майк Хакаби, экс-губернатор штата Арканзас (1996—2007)
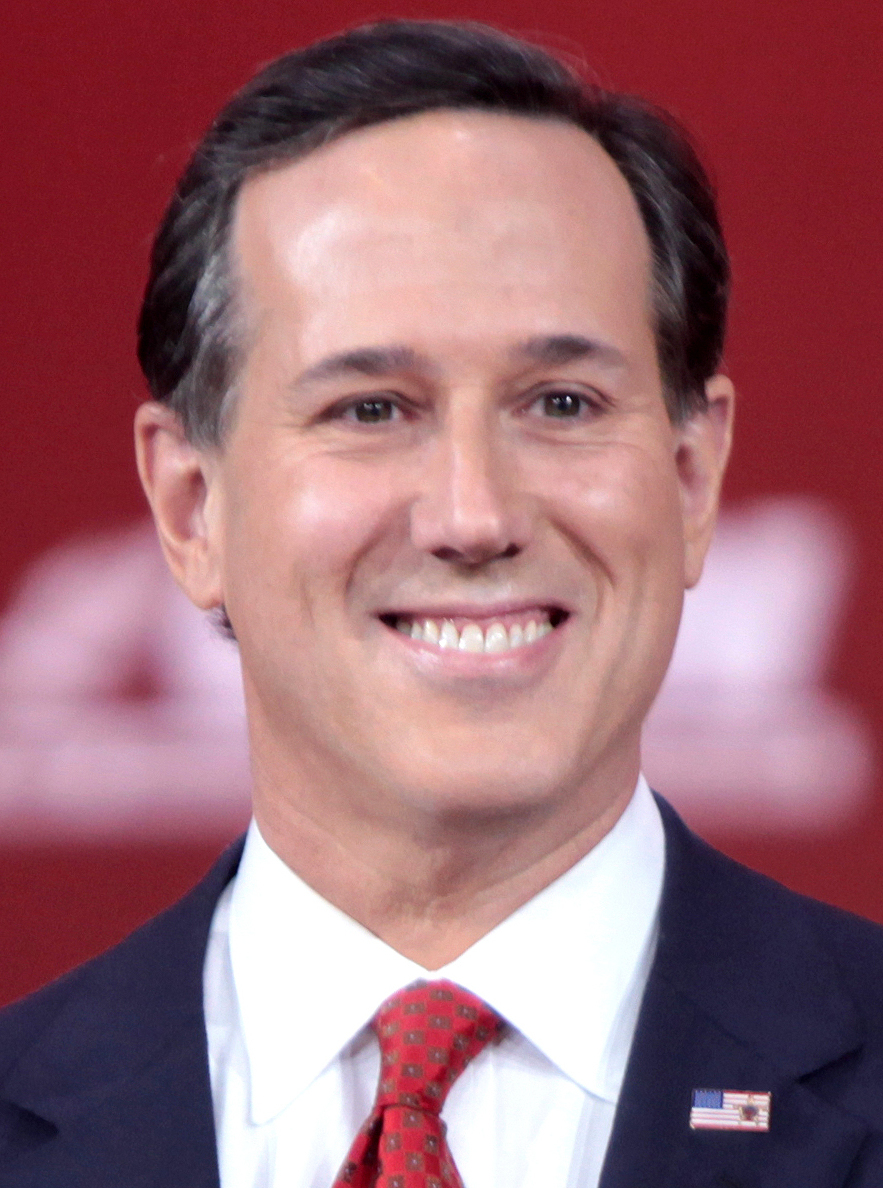
Рик Санторум, сенатор от штата Пенсильвания (1995—2007)
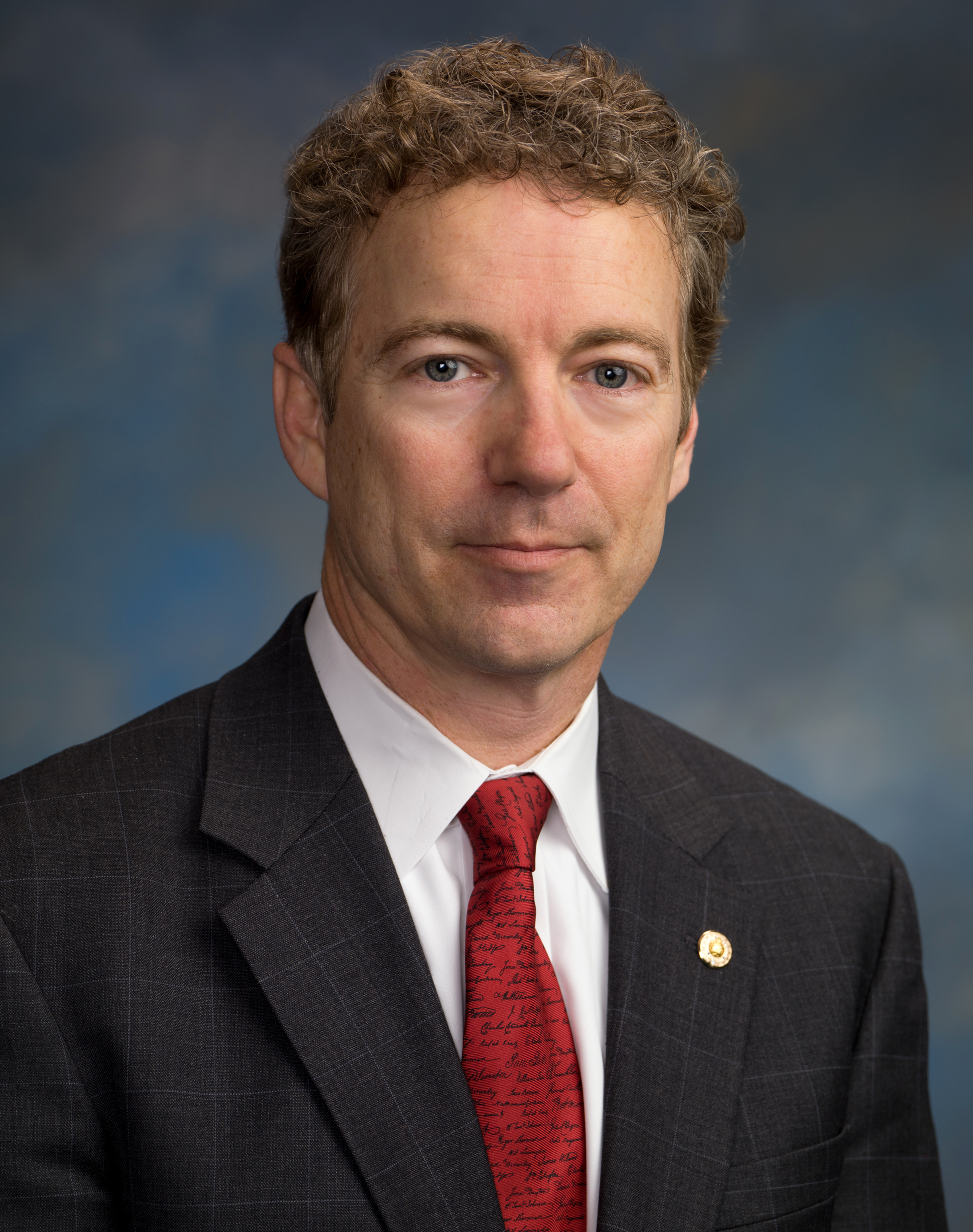
Рэнд Пол, сенатор от штата Кентукки (с 2011)
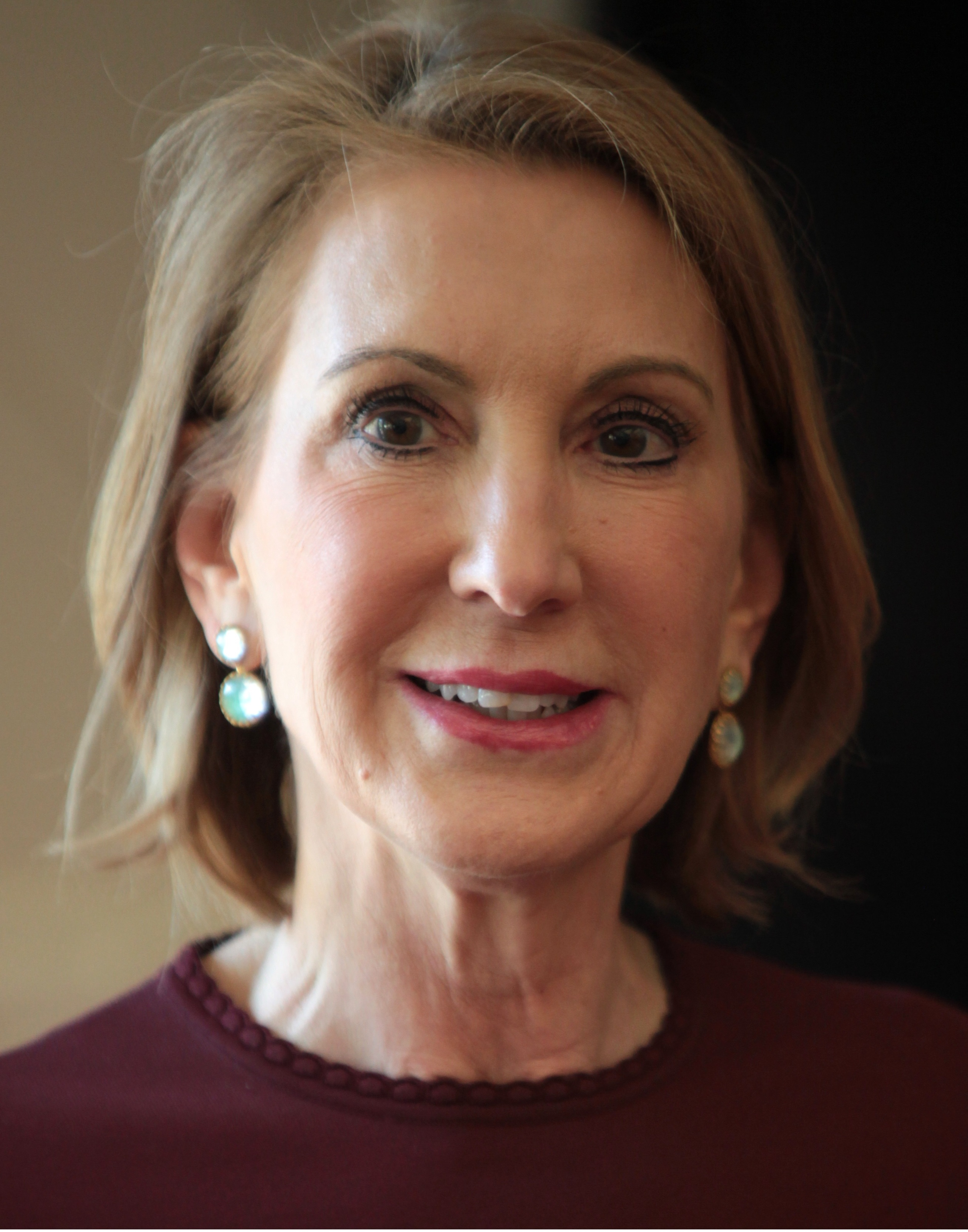
Карли Фиорина, Генеральный директор Hewlett-Packard (1999—2005)
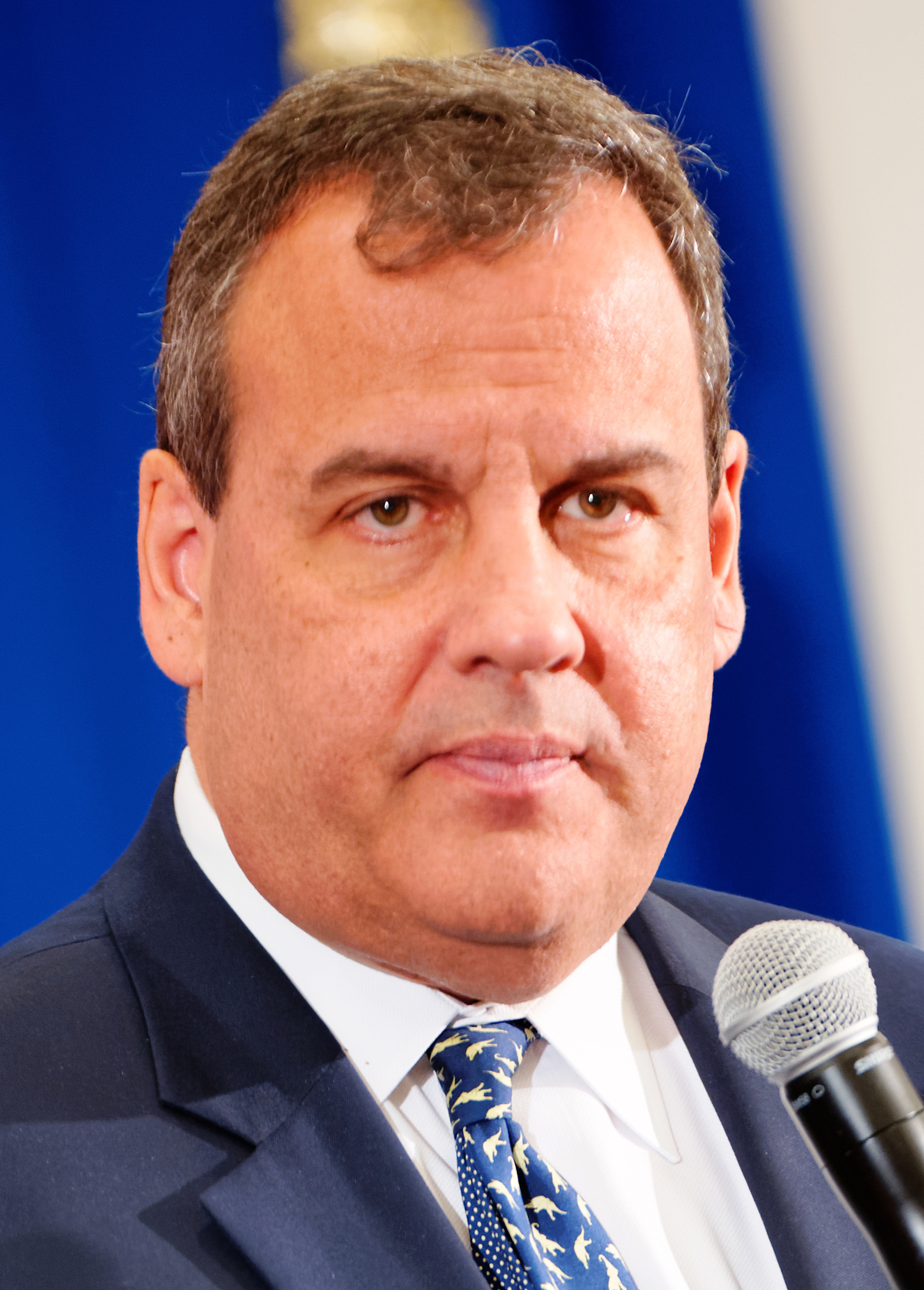
Крис Кристи, Губернатор Нью-Джерси (с 2010)
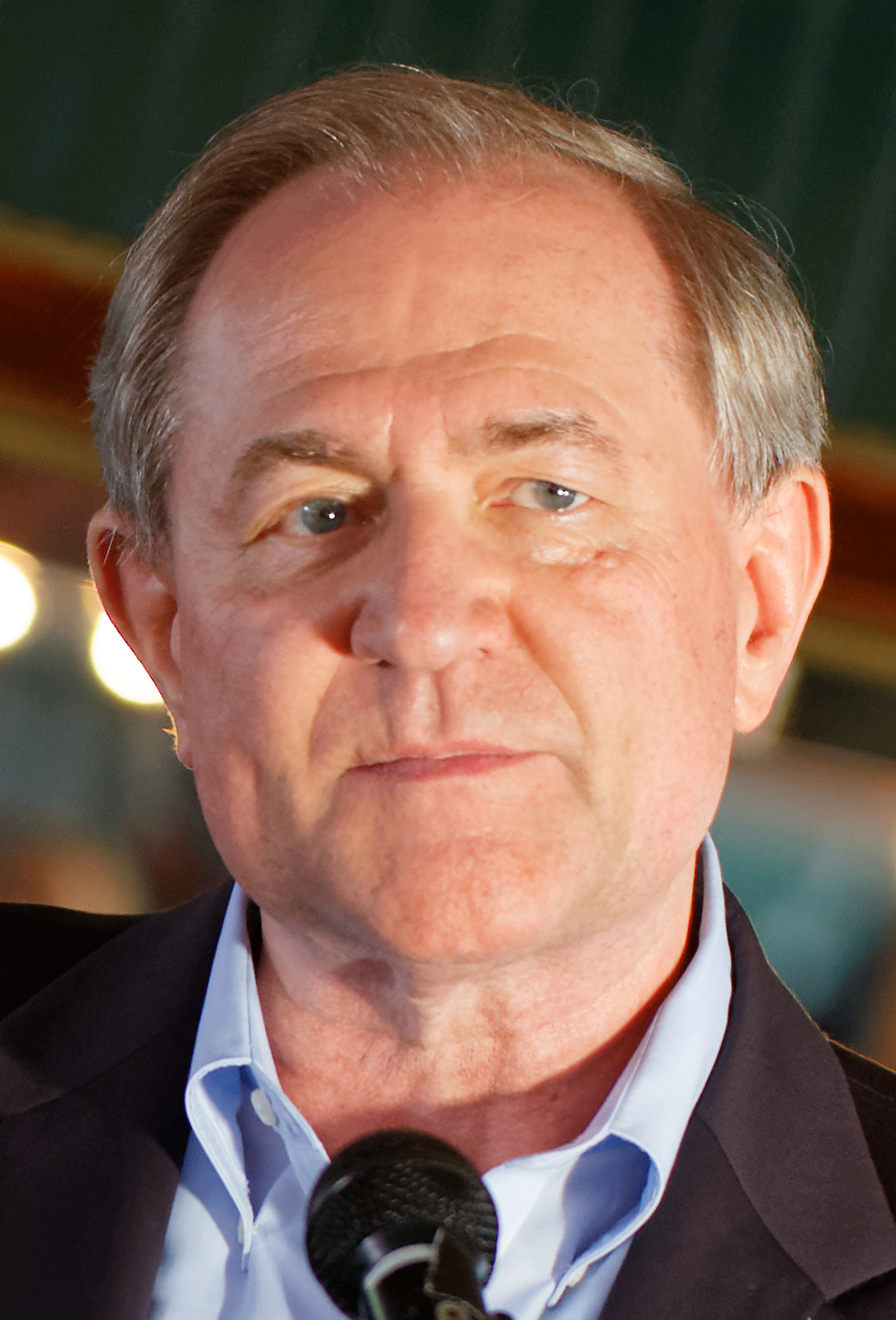
Джим Гилмор, Губернатор Виргинии (1998—2002)
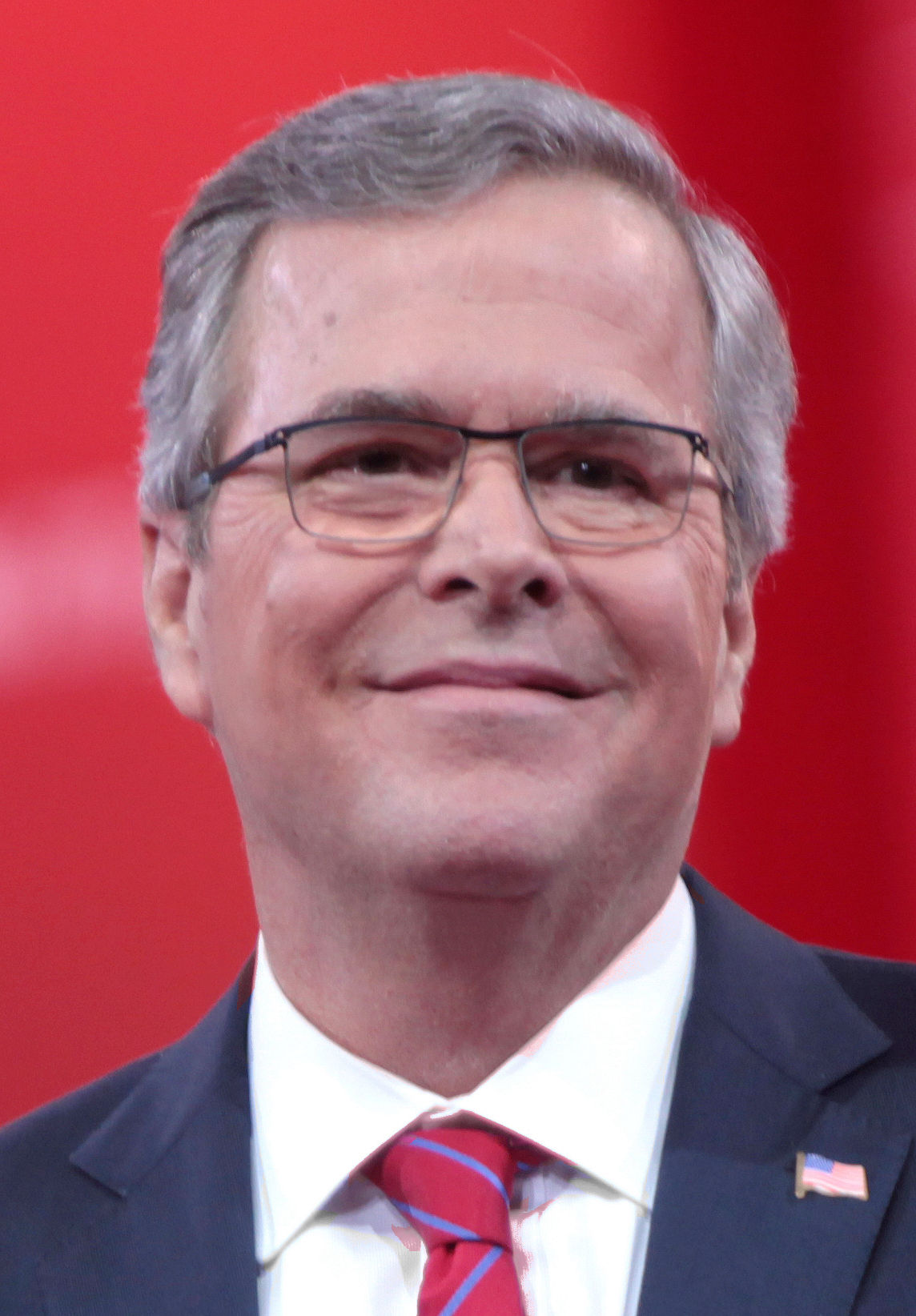
Джеб Буш, Губернатор Флориды (1999—2007)
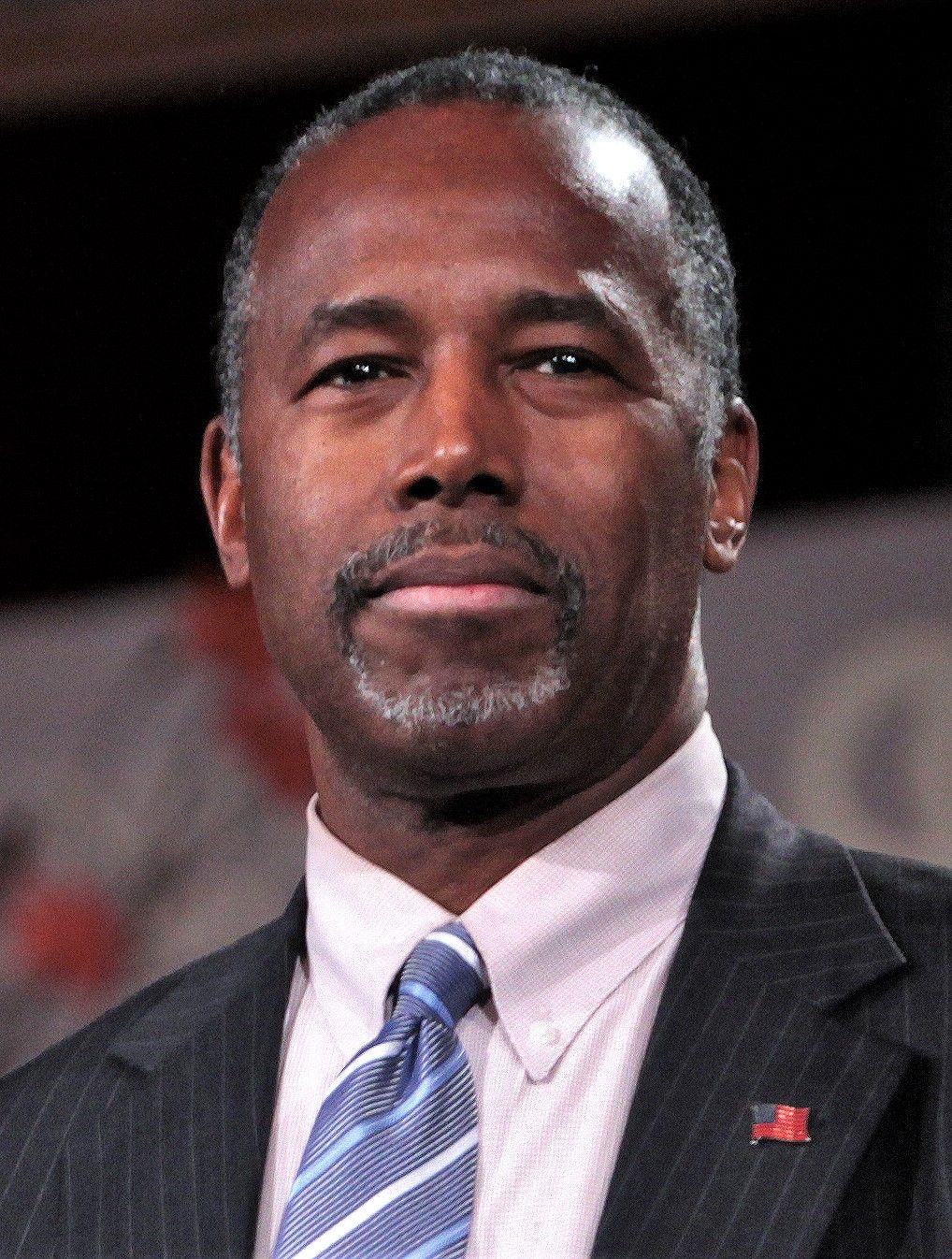
Бен Карсон, Директор госпиталя Джонса Хопкинса (1984—2013)
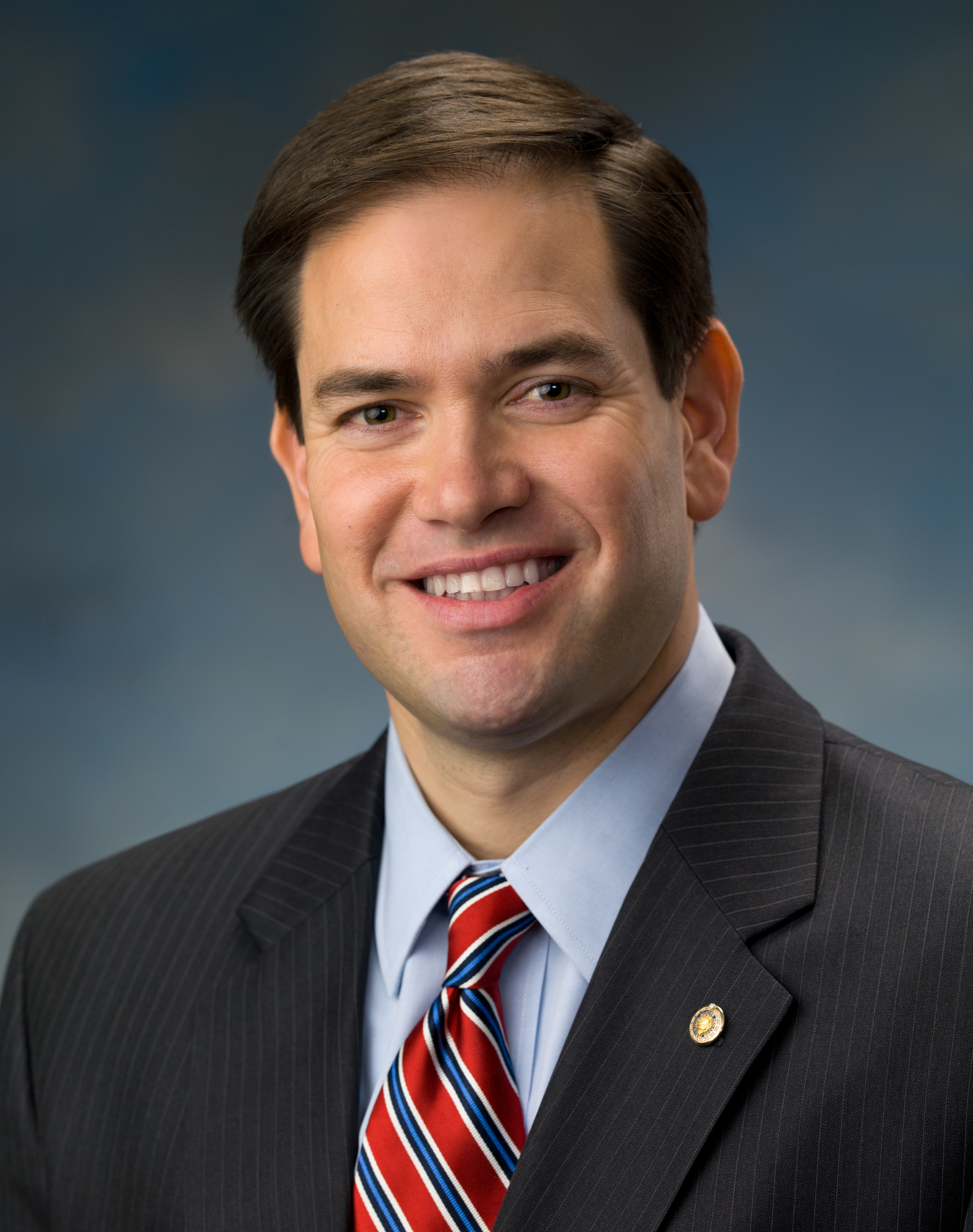
Марко Рубио, Сенатор от штата Флорида (с 2011)
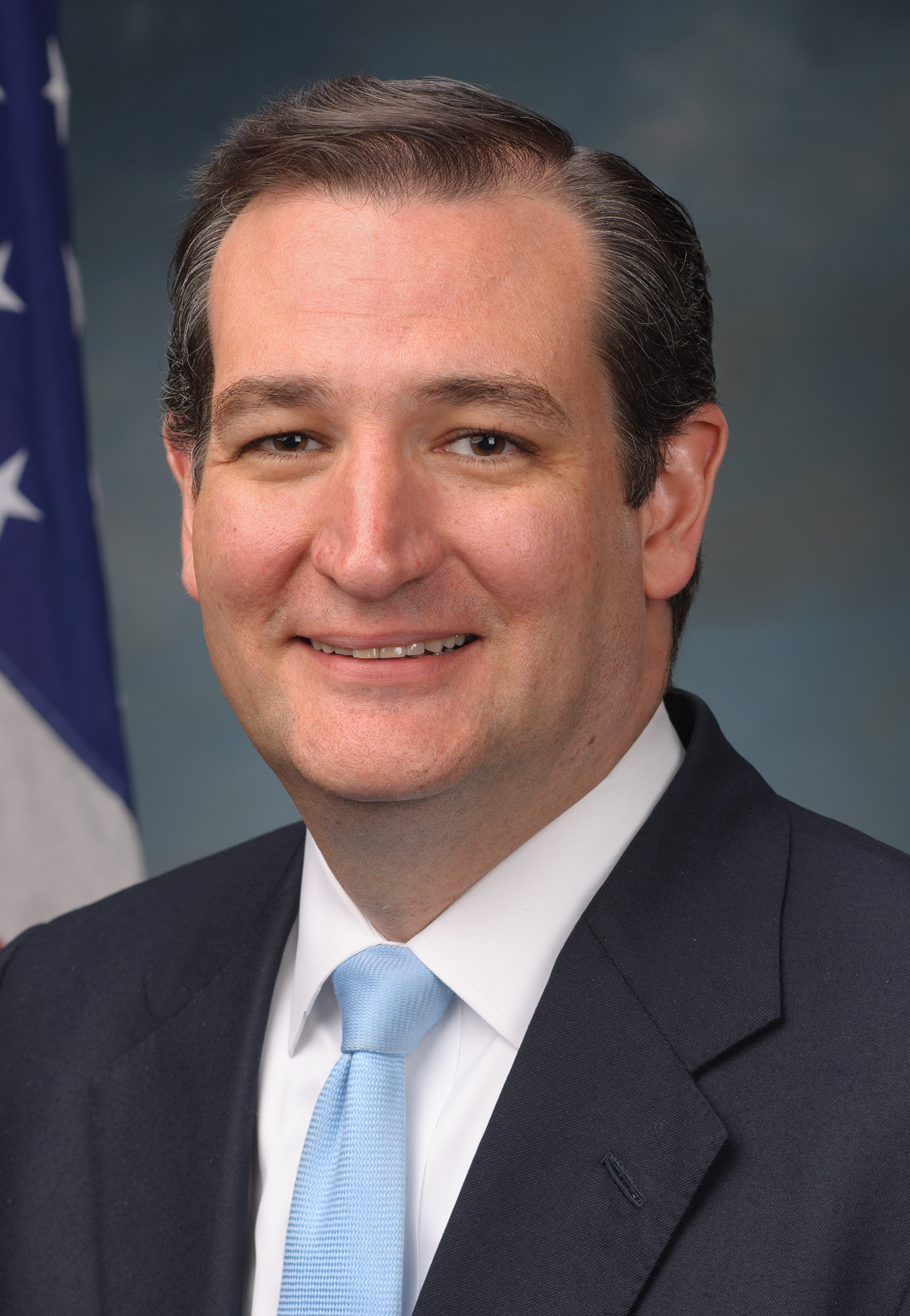
Тед Круз, Сенатор от штата Техас (с 2013)
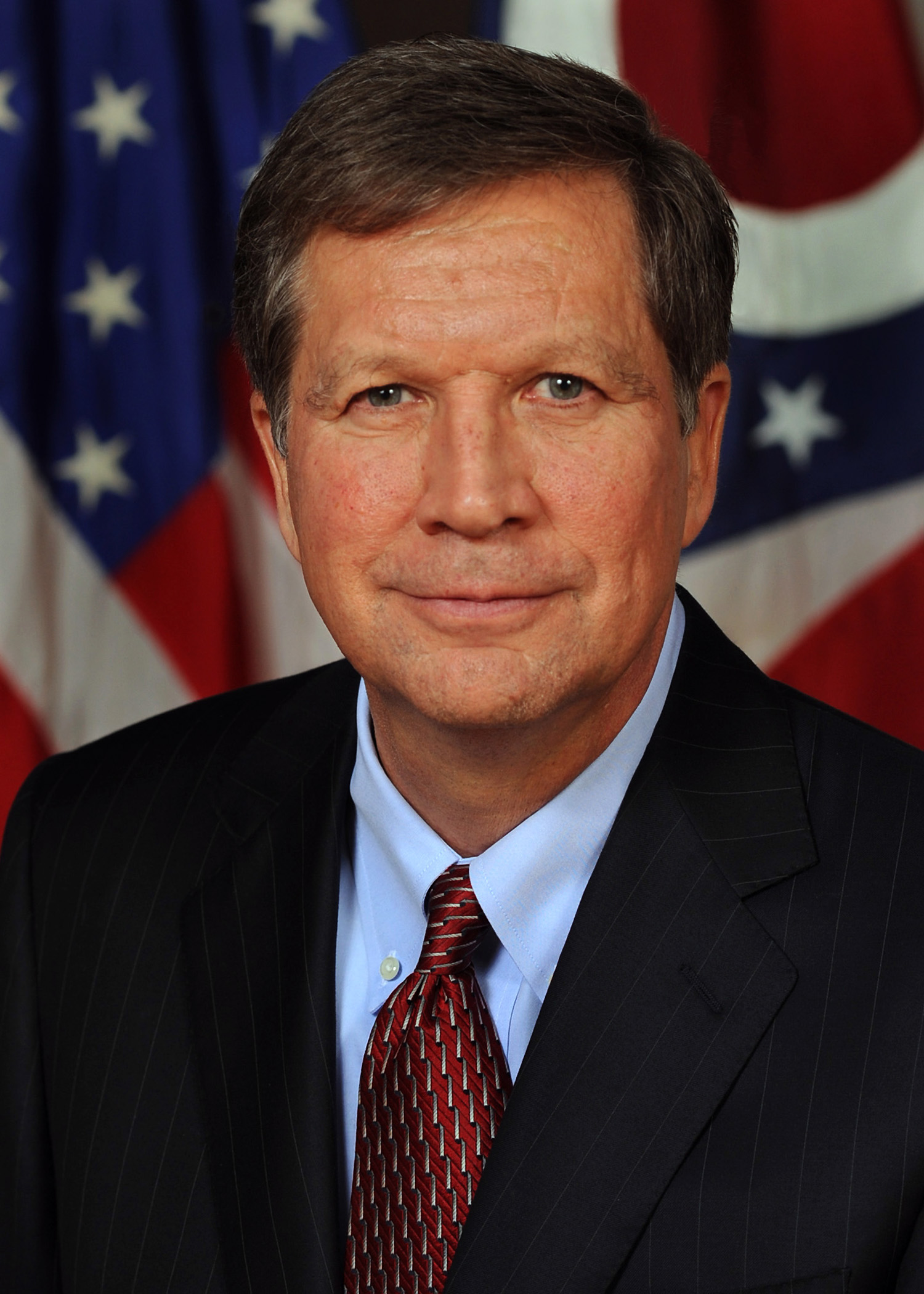
Джон Кейсик, Губернатор Огайо (с 2011)

### Отказались от участия до начала праймериз
- Рик Перри,
экс-губернатор Техаса
(2000—2015)[21]
- Скотт Уокер,
губернатор Висконсина
(с 2011)[22]
- Бобби Джиндал,
губернатор Луизианы
(с 2008)[23]
- Линдси Грэм,
сенатор от штата Южная Каролина
(с 2003)[24]
- Джордж Патаки,
губернатор штата Нью-Йорк
(1995—2006)[25]

## Основные кандидаты от «третьих» сил
Кандидаты в этом списке получили доступ для голосования по количеству штатов, теоретически достаточному для сбора минимального количества голосов выборщиков, необходимого для победы на выборах (270 из 538). Они получили номинацию на выборы от третьих партий или официально выступают как независимые кандидаты в президенты США.

### Либертарианская партия
Съезд Либертарианской партии, прошедший 26—30 мая 2016 года, утвердил Гэри Джонсона официальным кандидатом в президенты США, а Уильяма Уэлда официальным кандидатом в вице-президенты США от Либертарианской партии.
В первый раз после выборов 2000 года партии удалось получить допуск по бюллетеням по всем 538 голосам выборщиков.
|                                    |                                     |  |  |  |  |  |  |  |  |  |  |  |  |  |  |  |  |  |  |  |  |  |  |  |  |  |  |  |  |
| Гэри Джонсон                       | Уильям Уэлд                         |  |  |  |  |  |  |  |  |  |  |  |  |  |  |  |  |  |  |  |  |  |  |  |  |  |  |  |  |
| (кандидат в президенты)            | (кандидат в вице-президенты)        |  |  |  |  |  |  |  |  |  |  |  |  |  |  |  |  |  |  |  |  |  |  |  |  |  |  |  |  |
|                                    |                                     |  |  |  |  |  |  |  |  |  |  |  |  |  |  |  |  |  |  |  |  |  |  |  |  |  |  |  |  |
| Губернатор Нью-Мексико (1995—2003) | Губернатор Массачусетса (1991—1997) |  |  |  |  |  |  |  |  |  |  |  |  |  |  |  |  |  |  |  |  |  |  |  |  |  |  |  |  |
|                                    |                                     |  |  |  |  |  |  |  |  |  |  |  |  |  |  |  |  |  |  |  |  |  |  |  |  |  |  |  |  |
| Кампания                           |                                     |  |  |  |  |  |  |  |  |  |  |  |  |  |  |  |  |  |  |  |  |  |  |  |  |  |  |  |  |

### Партия зелёных

Доступ по бюллетеням для кандидата от партии зелёных
Доступ по бюллетеням
Доступ write-in
Нет доступа по бюллетеням

Съезд партии зелёных, прошедший 4—7 августа 2016 года, утвердил Джилл Стайн официальным кандидатом в президенты США, а Аджаму Барака официальным кандидатом в вице-президенты США от партии зелёных.
Партии зелёных удалось получить доступ по бюллетеням к 480 голосам выборщиков (522 голоса выборщиков write-in).
Только write-in: Джорджия, Индиана, Северная Каролина.
Доступ по бюллетеням оспаривается в суде: Оклахома.
Штаты без доступа по бюллетеням: Невада, Южная Дакота.
| Партия зелёных (США)                  |                                         |
| Джилл Стайн                           | Аджаму Барака                           |
| (кандидат в президенты)               | (кандидат в вице-президенты)            |
|                                       |                                         |
| Врач из Лексингтона, штат Массачусетс | Активист из Вашингтона (округ Колумбия) |
|                                       |                                         |
| [ 33 ] [ 34 ]                         |                                         |

### Конституционная партия

Доступ по бюллетеням для кандидата от Конституционной партии
Доступ по бюллетеням
Доступ write-in
Нет доступа по бюллетеням

Конституционной партии удалось получить доступ по бюллетеням к 207 голосам выборщиков (422 голоса выборщиков write-in).
Только write-in: Алабама, Аризона, Коннектикут, Делавэр, Джорджия, Иллинойс, Индиана, Канзас, Кентукки, Мэн, Мэриленд, Монтана, Небраска, Нью-Гэмпшир, Нью-Йорк, Огайо, Орегон, Род-Айленд, Теннесси, Техас, Вермонт, Виргиния.
Доступ по write-in ожидается: Калифорния, федеральный округ Колумбия.
Штаты без доступа по бюллетеням: Массачусетс, Северная Каролина, Оклахома.
| Даррелл Касл                    | Скотт Брэдли                 |
| ------------------------------- | ---------------------------- |
| (кандидат в президенты)         | (кандидат в вице-президенты) |
|                                 |                              |
| Юрист из Мемфиса, штат Теннесси | Бизнесмен из штата Юта       |
| [ 39 ]                          |                              |

### Независимый кандидатЭван Макмаллин

Допуск по бюллетеням в пятидесяти штатах и федеральному округу Колумбия
По бюллетеням
Доступ Write-in
Нет доступа по бюллетеням

При поддержке Независимой партии Флориды, Независимой партии Миннесоты, независимой партии Южная Каролина.
Доступ по бюллетеням по 84 голосам выборщиков (435 голосов выборщиков write-in).
Только write-in: Алабама, Аляска, Аризона, Калифорния, Коннектикут, Делавэр, Джорджия, Иллинойс, Мэн, Мэриленд, Массачусетс, Монтана, Небраска, Нью-Гэмпшир, Нью-Джерси, Нью-Йорк, Северная Дакота, Огайо, Орегон, Пенсильвания, Род-Айленд, Теннесси, Техас, Вермонт, Вашингтон, Западная Виргиния, Висконсин.
Доступ по write-in ожидается: Коннектикут, Канзас, Миссури, Вайоминг.
Штаты без доступа по бюллетеням: федеральный округ Колумбия, Флорида, Гавайи, Индиана, Миссисипи, Невада, Северная Каролина, Оклахома, Южная Дакота.

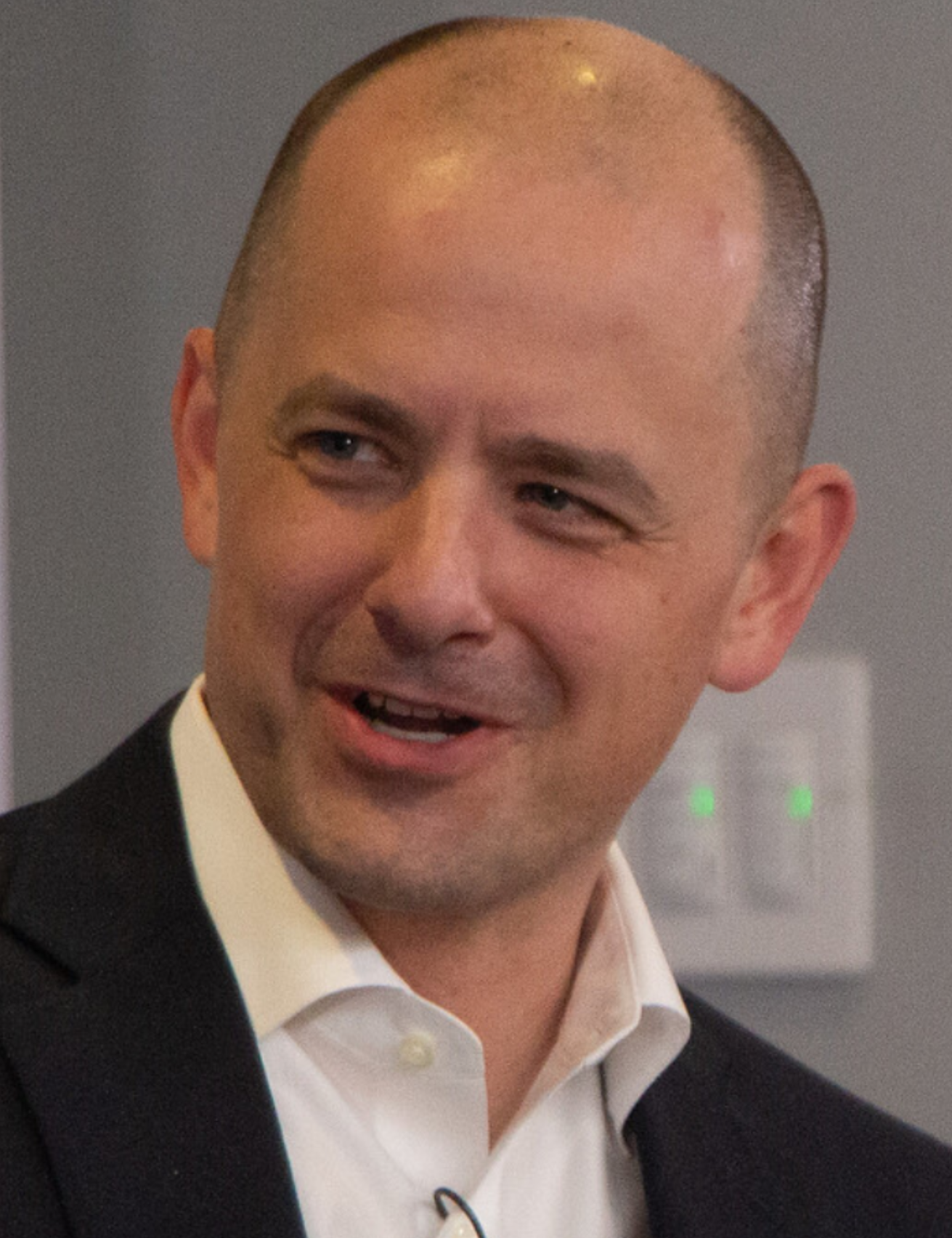
Эван Макмаллин, независимый кандидат
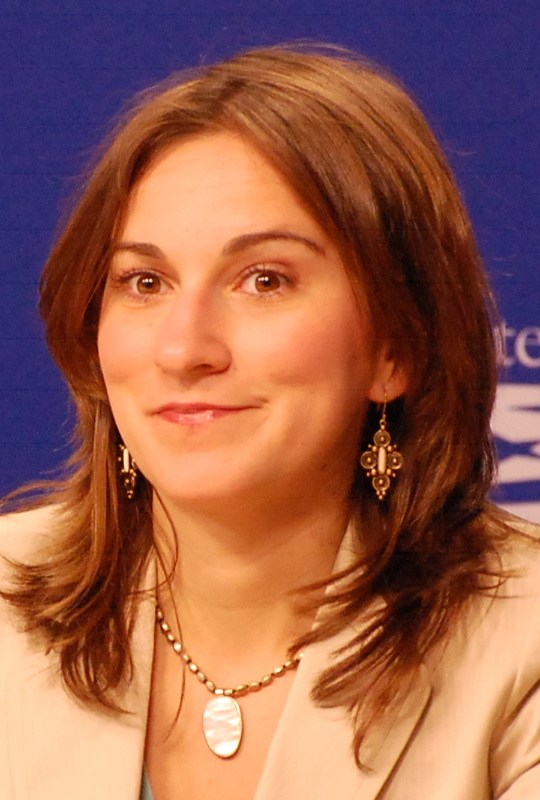
Минди Финн, кандидат в вице-президенты

### Кандидат от американской партии Дельта и Партии реформ

Допуск по бюллетеням для американской партии Дельта и Партии реформ
По бюллетеням
Судебный процесс
Доступ Write-in
Нет доступа по бюллетеням

Доступ по бюллетеням по 147 голосам выборщиков (284 вместе с write-in).
В качестве Write-in: Алабама, Аризона, Калифорния, Коннектикут, федеральный округ Колумбия, Делавэр, Индиана, Канзас, Мэриленд, Небраска, Нью-Йорк, Орегон, Пенсильвания, Виргиния, Вашингтон, Западная Виргиния.
Доступ по write-in ожидается: Миссури.
Судебный процесс: Алабама, Калифорния, Джорджия, Оклахома, Пенсильвания, Южная Дакота, Техас, Виргиния, Вашингтон.
Штаты без доступа по бюллетеням: Арканзас, Коннектикут, Гавайи, Иллинойс, Луизиана, Мэн, Массачусетс, Мичиган, Северная Каролина, Огайо, Южная Каролина.

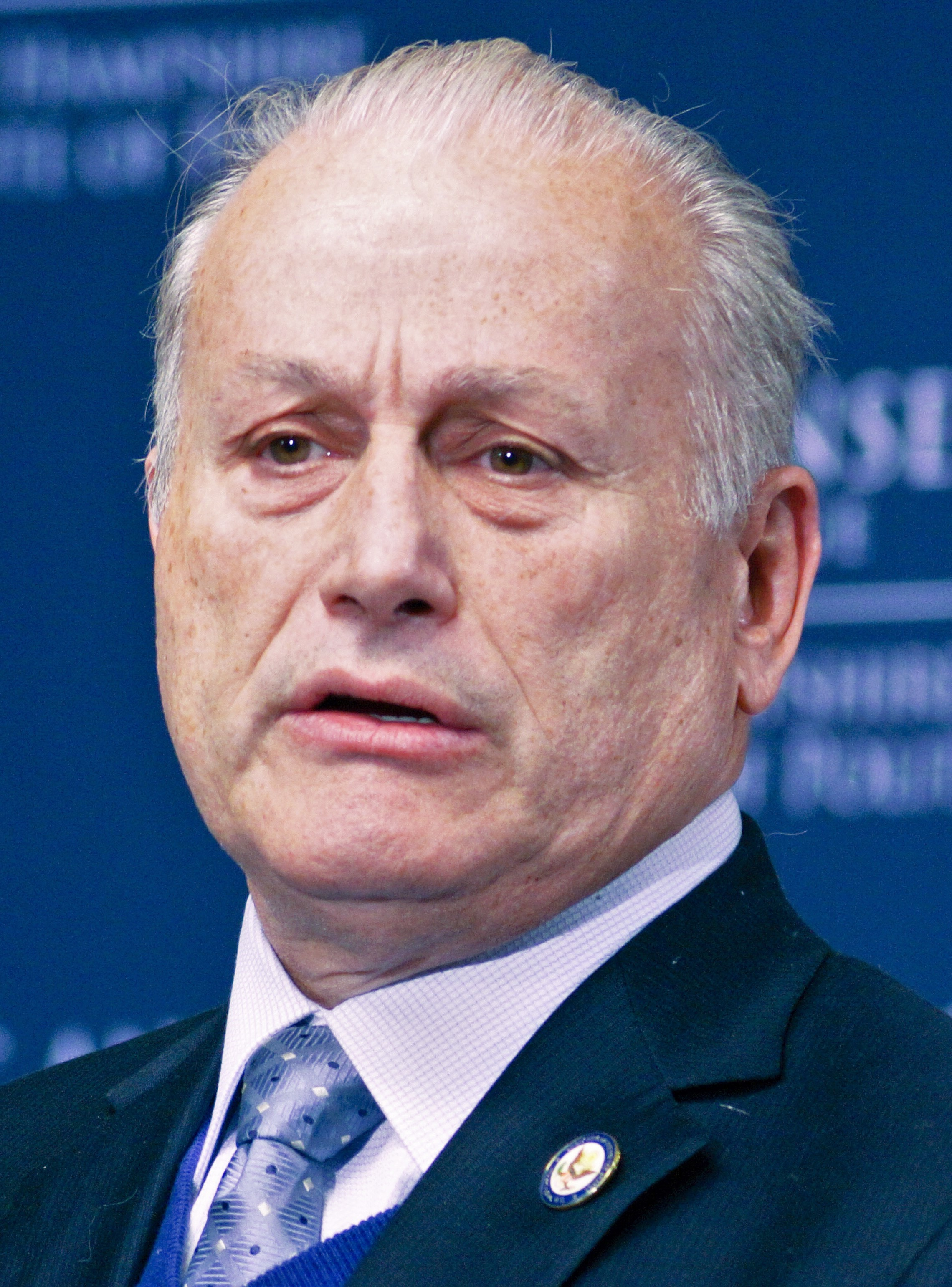
Роки де ла Фуенте, бизнесмен из Калифорнии
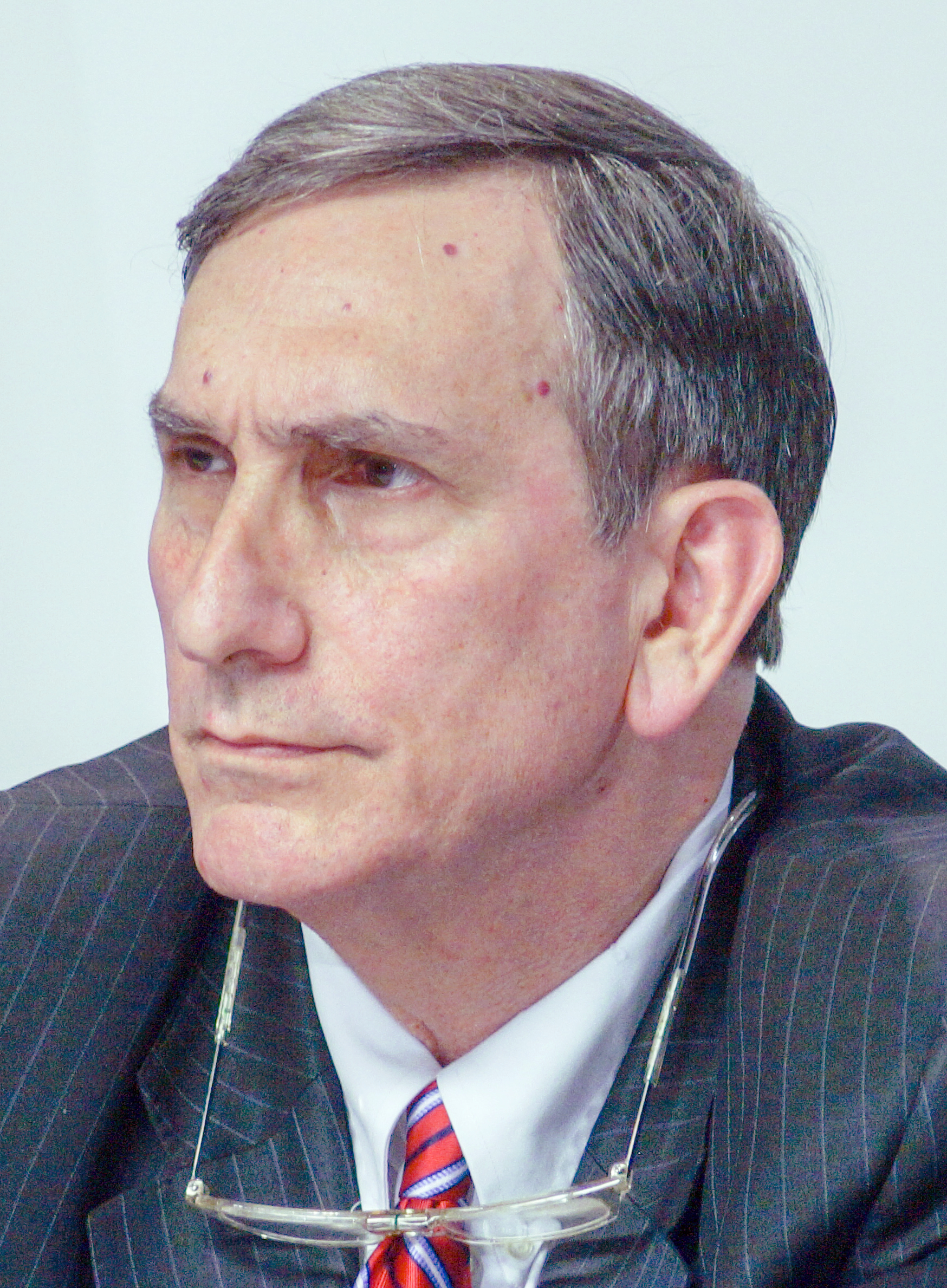
Майкл Стейнберг, кандидат в вице-президенты

### Независимый кандидатЛоуренс Котликофф

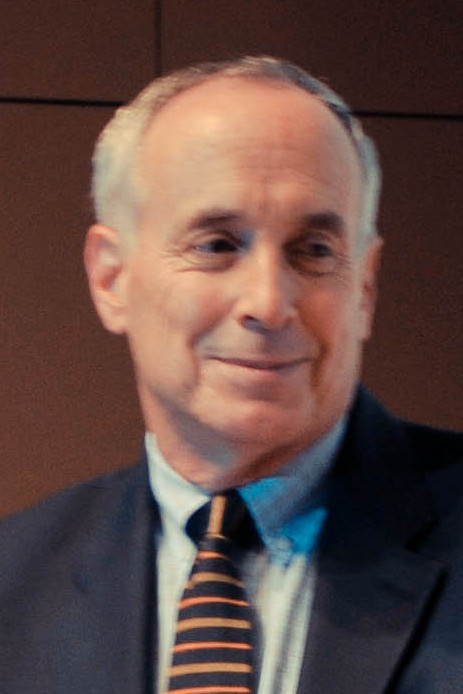
Лоуренс Котликофф, профессор экономики из Бостонского университета, штат Массачусетс
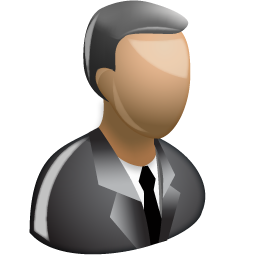
Эдвард Лимер, кандидат в вице-президенты

### Кандидат от партии Америка
- Том Хофлинг, активист из штата Айова[40].
- Кандидат в вице-президенты: Steve Schulin из штата Южная Каролина.

### Кандидат от партии Солидарности

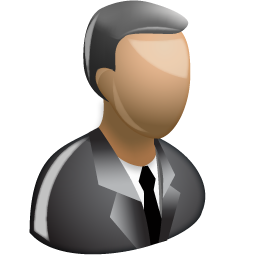
Майк Мэтьюрен[англ.] специалист по продажам из штата Мичиган

Доступ по бюллетеням в пятидесяти штатах и округе Колумбия
Доступ по бюллетеням
Доступ Write-in
Нет доступа

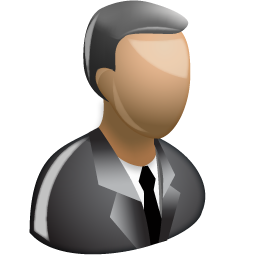
Хуан Антонио Галиндо Муньос, кандидат в вице-президенты

## Прочие кандидаты
Партии и кандидаты в этом разделе получили доступ для голосования по одному или нескольким штатам, но не получили доступа к минимальному числу голосов избирателей, необходимых даже для теоретической возможности победы на выборы. Если не указано иное, лица, включённые в этот раздел или получили номинацию на выборы от незначительной партии, или официально выступают как независимые кандидаты в президенты США.
| Партия                                                                   | Кандидат в президенты                                                                                      | Кандидат в вице-президенты                | Бюллетени (Бюллетени write-in) | Штаты с доступом по бюллетеням (write-in) |
| ------------------------------------------------------------------------ | --- | ----------------------------------------- | ------------------------------ | --- |
| Party for Socialism and Liberation Peace and Freedom Liberty Union Party | Глория Ла Рива Газетный издатель и активист из штата Калифорния                                            | Юджин Периир Активист из округа Вашингтон | 112 (157)                      | Калифорния, Колорадо, Айова, Луизиана, Нью-Джерси, Нью-Мексико, Вермонт, Вашингтон (Алабама, Делавэр, Нью-Гэмпшир, Пенсильвания, Род-Айленд, Западная Виргиния)                                |
| Социалистическая рабочая партия                                          | Алисон Кеннеди шахтёр и лидер профсоюзов из штата Иллинойс                                                 | Осборн Харт из штата Пенсильвания         | 70 (116)                       | Колорадо, Луизиана, Миннесота, Нью-Джерси, Теннесси, Юта, Вашингтон (Алабама, Айова, Нью-Гэмпшир, Пенсильвания, Род-Айленд,)                                                                   |
| Workers World Party                                                      | Моника Мурхед «Вечный кандидат» и политический активист из штата Алабама                                   | Лэмонт Лилли из штата Северная Каролина   | 30 (158)                       | Нью-Джерси, Юта, Висконсин (Алабама, Индиана, Айдахо, Айова, Нью-Гэмпшир, Огайо, Пенсильвания, Род-Айленд, Техас, Юта, Вермонт, Западная Виргиния)                                             |
| Социалистическая партия США Natural Law Party                            | Мими Солтисайк бывший национальный сопредседатель Социалистической партии США из штата Калифорния Campaign | Анджела Уолкер из штата Висконсин         | 25 (140)                       | Колорадо, Мичиган, Гуам (Алабама, Индиана, Айова, Нью-Гэмпшир, Нью-Джерси, Пенсильвания, Род-Айленд, Техас, Юта, Вермонт)                                                                      |
| Prohibition Party                                                        | Джеймс Хеджес Бывший налоговый инспектор из Томпсон Тауншип, округ Фултон, штат Пенсильвания               | Билл Бейс из Миссисипи                    | 21 (100)                       | Арканзас, Колорадо, Миссисипи (Алабама, Айдахо, Айова, Мэриленд, Нью-Гэмпшир, Нью-Джерси, Пенсильвания, Род-Айленд, Вермонт, Западная Виргиния)                                                |
| Независимый кандидат                                                     | Майк Смит юрист, штат Колорадо                                                                             | Дэниел Уайт                               | 20 (164)                       | Колорадо, Теннесси (Алабама, Аляска, Аризона, Делавэр, Джорджия, Айдахо, Айова, Кентукки, Мэриленд, Нью-Гэмпшир, Нью-Джерси, Огайо, Пенсильвания, Род-Айленд, Юта, Вермонт, Западная Виргиния) |
| Независимый кандидат                                                     | Ричард Данкан из штата Огайо                                                                               | Рики Джонсон                              | 18 (140)                       | Огайо (Алабама, Аляска, Делавэр, Флорида, Айдахо, Индиана, Айова, Мэриленд, Нью-Гэмпшир, Нью-Джерси, Пенсильвания, Род-Айленд, Вермонт, Западная Виргиния)                                     |
| Veterans Party of America                                                | Крис Кенистон инженер по прочности из штата Техас                                                          | Дикон Тейлор из Невады                    | 17 (110)                       | Колорадо, Луизиана (Алабама, Аляска, Айдахо, Айова, Кентукки, Нью-Гэмпшир, Нью-Джерси, Огайо, Пенсильвания, Род-Айленд, Вермонт)                                                               |
| Legal Marijuana Now Party                                                | Дэн Вацек из штата Миннесота                                                                               | Марк Элворт-младший из штата Небраска     | 16 (70)                        | Айова, Миннесота (Алабама, Нью-Гэмпшир, Нью-Джерси, Пенсильвания, Род-Айленд, Вермонт) |
| Независимый кандидат                                                     | Линн Кан доктор клинической физиологии из штата Мэриленд                                                   | Кэтлин Монахан из штата Флорида           | 12 (88)                        | Арканзас, Айова (Алабама, Делавэр, Айдахо, Мэриленд, Нью-Гэмпшир, Нью-Джерси, Пенсильвания, Род-Айленд, Вермонт, Западная Виргиния)                                                            |
| Независимый кандидат                                                     | Джозеф Аллен Мальдонадо из штата Оклахома                                                                  | Дуглас К. Терранова                       | 9 (158)                        | Колорадо (Алабама, Аляска, Аризона, Делавэр, Иллинойс, Индиана, Айова, Кентукки, Мэриленд, Нью-Гэмпшир, Нью-Джерси, Огайо, Пенсильвания, Род-Айленд, Вермонт, Западная Виргиния)               |
| Независимый кандидат                                                     | Райан Алан Скотт                                                                                           | Брюс Кендалл Барнард                      | 9 (72)                         | Колорадо (Алабама, Делавэр, Айова, Нью-Гэмпшир, Нью-Джерси, Пенсильвания, Род-Айленд, Вермонт)                                                                                                 |
| Approval Voting Party                                                    | Фрэнк Этвуд из штата Колорадо                                                                              | Блейк Хубер из штата Колорадо             | 9 (69)                         | Колорадо (Алабама, Айова, Нью-Гэмпшир, Нью-Джерси, Пенсильвания, Род-Айленд, Вермонт) |
| Independent American Party                                               | Кайл Копитке из штата Мичиган                                                                              | Натан Р. Соренсон                         | 9 (69)                         | Колорадо (Алабама, Айова, Нью-Гэмпшир, Нью-Джерси, Пенсильвания, Род-Айленд, Вермонт) |
| Nutrition Party                                                          | Род Силва ресторатор из штата Нью-Джерси                                                                   | Ричард Силва                              | 9 (69)                         | Колорадо (Алабама, Айова, Нью-Гэмпшир, Нью-Джерси, Пенсильвания, Род-Айленд, Вермонт) |
| United States Pacifist Party                                             | Брэдфорд Литтл активист-пацифист из штата Иллинойс                                                         | Ханна Уолш                                | 9 (69)                         | Колорадо (Алабама, Айова, Нью-Гэмпшир, Нью-Джерси, Пенсильвания, Род-Айленд, Вермонт) |
| American Party (South Carolina)                                          | Питер Скьюс профессор зоологии из университета г. Клемсон, штата Южная Каролина                            | не объявлен                               | 9 (69)                         | Южная Каролина (Алабама, Айова, Нью-Гэмпшир, Нью-Джерси, Пенсильвания, Род-Айленд, Вермонт) |
| Socialist Equality Party                                                 | Джерри Уайт активист-пацифист из штата Мичиган                                                             | Найлз Нимут журналист из штата Висконсин  | 8 (94)                         | Луизиана (Алабама, Делавэр, Айова, Кентукки, Мэриленд, Нью-Гэмпшир, Нью-Джерси, Пенсильвания, Род-Айленд, Вермонт, Западная Виргиния)                                                          |
| Независимый кандидат                                                     | принцесса Хадиджа Джейкоб-Фамбро из штата Калифорния                                                       | Мильтон Фамбро из штата Калифорния        | 8 (68)                         | Луизиана (Алабама, Айова, Нью-Гэмпшир, Нью-Джерси, Пенсильвания, Род-Айленд, Вермонт) |
| Independent American Party                                               | Рокки Джордани из штата Калифорния                                                                         | Фарли Андерсон активист из штата Юта      | 6 (66)                         | Юта (Алабама, Айова, Нью-Гэмпшир, Нью-Джерси, Пенсильвания, Род-Айленд, Вермонт) |
| Constitution Party of Idaho                                              | Скотт Коупленд из штата Техас                                                                              | Д. Р. Мейерс                              | 4 (64)                         | Айдахо (Алабама, Айова, Нью-Гэмпшир, Нью-Джерси, Пенсильвания, Род-Айленд, Вермонт) |

## Результаты праймериз
1 февраля 2016 года в штате Айова состоялись первые предварительные голосования в кокусах и за демократических, и за республиканских кандидатов на пост президента США. Среди демократов лидирующие позиции остались за Хиллари Клинтон (49,9 %). Берни Сандерс отстал всего на 0,3 %, набрав 49,6 %.
У республиканцев Тед Круз набрал 28 % голосов выборщиков, а Дональд Трамп — 24 %, Марко Рубио стал третьим с 23 % голосов.
9 февраля 2016 года прошли праймериз в штате Нью-Гэмпшир, а 1 марта 2016 года был организован Супервторник по определению имён региональных выборщиков — делегатов последующих общенациональных партийных съездов, которые назначены на конец июля.
Сторонники официальных участников президентской гонки показали следующие результаты:
| Штат               | Демократическая партия                           | Дата праймериз | Номинанты от республиканцев | Дата праймериз | Третьи партии | Прим.         |
| ------------------ | ------------------------------------------------ | -------------- | --- | -------------- | --- | ------------- |
| Айова              | Хиллари Клинтон (49,9 %) Берни Сандерс (49,6 %)  | 1 февраля      | Тед Круз (28 %) Дональд Трамп (24 %) Марко Рубио (23 %) Бен Карсон (9 %) Рэнд Пол (5 %) Джеб Буш (3 %) Карли Фиорина (2 %) Джон Кейсик (2 %) Майк Хакаби (2 %) Крис Кристи (2 %) Рик Санторум (1 %) | 1 февраля      | |               |
| Нью-Гэмпшир        | Берни Сандерс (60,1 %) Хиллари Клинтон (37,7 %)  | 9 февраля      | Дональд Трамп (35,3 %) Джон Кейсик (15,8 %) Тед Круз (11,7 %) Джеб Буш (11 %) Марко Рубио (10,6 %) Крис Кристи (7,4 %) Карли Фиорина (4,1 %) Бен Карсон (2,3 %)                                     | 9 февраля      | | [ 77 ]        |
| Невада             | Хиллари Клинтон (52,6 %) Берни Сандерс (47,3 %)  | 20 февраля     | Дональд Трамп (45,9 %) Марко Рубио (23,9 %) Тед Круз (21,4 %) Бен Карсон (4,8 %) Джон Кейсик (3,6 %)                                                                                                | 23 февраля     | | [ 78 ] [ 79 ] |
| Южная Каролина     | Хиллари Клинтон (73,4 %) Берни Сандерс (26 %)    | 27 февраля     | Дональд Трамп (32,5 %) Марко Рубио (22,5 %) Тед Круз (22,3 %) Джеб Буш (7,8 %) Джон Кейсик (7,6 %) Бен Карсон (7,2 %)                                                                               | 20 февраля     | Зелёные: Уильям Кремл (5 делегатов) Джилл Стайн (3 делегата)                                                                | [ 80 ] [ 81 ] |
| Алабама            | Хиллари Клинтон (77,8 %), Берни Сандерс (19,2 %) | 1 марта        | Дональд Трамп (43,4 %) Тед Круз (21,1 %) Марко Рубио (18,7 %) Бен Карсон (10,2 %) Джон Кейсик (4,4 %)                                                                                               | 1 марта        | |               |
| Аляска             | Берни Сандерс (79,6 %) Хиллари Клинтон (20,2 %)  | 26 марта       | Тед Круз (36,4 %) Дональд Трамп (33,6 %) Марко Рубио (15,2 %) Бен Карсон (10,8 %) Джон Кейсик (4 %)                                                                                                 | 1 марта        | |               |
| Американское Самоа | Хиллари Клинтон (68,4 %) Берни Сандерс (25,7 %)  | 1 марта        | Дональд Трамп (9 делегатов) | 22 марта       | |               |
| Арканзас           | Хиллари Клинтон (66 %) Берни Сандерс (30 %)      | 1 марта        | Дональд Трамп (32,8 %) Тед Круз (30,5 %) Марко Рубио (24,8 %) Бен Карсон (5,7 %) Джон Кейсик (3,7 %)                                                                                                | 1 марта        | |               |
| Вермонт            | Берни Сандерс (85,7 %) Хиллари Клинтон (13,6 %)  | 1 марта        | Дональд Трамп (32,3 %) Джон Кейсик (30 %) Марко Рубио (19,1 %) Тед Круз (9,6 %) Бен Карсон (4,1 %)                                                                                                  | 1 марта        | Стайн |               |
| Виргиния           | Хиллари Клинтон (64,3 %) Берни Сандерс (35,2 %)  | 1 марта        | Дональд Трамп (34,8 %) Марко Рубио (32 %) Тед Круз (16,7 %) Джон Кейсик (9,5 %) Бен Карсон (5,9 %)                                                                                                  | 1 марта        | |               |
| Джорджия           | Хиллари Клинтон (71,3 %) Берни Сандерс (28,2 %)  | 1 марта        | Дональд Трамп (38,8 %) Марко Рубио (24,5 %) Тед Круз (23,6 %) Бен Карсон (6,2 %) Джон Кейсик (5,6 %)                                                                                                | 1 марта        | |               |
| Колорадо           | Берни Сандерс (59 %) Хиллари Клинтон (40,3)      | 1 марта        | Тед Круз (33 делегата) | 1 марта        | праймериз зелёных выиграла Джилл Стайн                                                                                      |               |
| Массачусетс        | Хиллари Клинтон (49,7 %) Берни Сандерс (48,3 %)  | 1 марта        | Дональд Трамп (49 %) Джон Кейсик (17,9 %) Марко Рубио (17,8 %) Тед Круз (9,5 %) Бен Карсон (2,6 %)                                                                                                  | 1 марта        | Зелёные — Стайн (51 %) Курри (9 %) Кремл (4 %) Черни (4 %) Месплэй (3 %) (1 марта)                                          |               |
| Миннесота          | Берни Сандерс (61,7 %) Хиллари Клинтон (38,3 %)  | 1 марта        | Марко Рубио (36,2 %) Тед Круз (29 %) Дональд Трамп (21,4 %) Бен Карсон (7,4 %) Джон Кейсик (5,8 %)                                                                                                  | 1 марта        | Зелёные — Джилл Стайн (84,3 %) Курри (5,9 %) Кремл (4,8 %) Черни (2,4 %) Месплэй (1,2 %) (1 марта); Либертарианцы — Джонсон |               |
| Оклахома           | Берни Сандерс (51,9 %) Хиллари Клинтон (41,5 %)  | 1 марта        | Тед Круз (34,4 %) Дональд Трамп (28,3 %) Марко Рубио (26 %) Бен Карсон (6,2 %) Джон Кейсик (3,6 %)                                                                                                  | 1 марта        | |               |
| Теннесси           | Хиллари Клинтон (66 %) Берни Сандерс (32,5 %)    | 1 марта        | Дональд Трамп (38,9 %) Тед Круз (24,7 %) Марко Рубио (21,2 %) Бен Карсон (7,6 %) Джон Кейсик (5,3 %)                                                                                                | 1 марта        | |               |
| Техас              | Хиллари Клинтон (65,2 %) Берни Сандерс (33,2 %)  | 1 марта        | Тед Круз (43,8 %) Дональд Трамп (26,8 %) Марко Рубио (17,7 %) Джон Кейсик (4,3 %) Бен Карсон (4,2 %)                                                                                                | 1 марта        | Зелёные — Стайн |               |
| Канзас             | Берни Сандерс (67,9 %) Хиллари Клинтон (32,1 %)  | 5 марта        | Тед Круз (47,5 %) Дональд Трамп (23,5 %) Марко Рубио (16,8 %) Джон Кейсик (11 %) | 5 марта        | |               |
| Кентукки           | Хиллари Клинтон (46,8 %) Берни Сандерс (46,3 %)  | 17 мая         | Дональд Трамп (35,9 %) Тед Круз (31,6 %) Марко Рубио (16,4 %) Джон Кейсик (14,4 %) | 5 марта        | |               |
| Луизиана           | Хиллари Клинтон (71,1 %) Берни Сандерс (23,2 %)  | 5 марта        | Дональд Трамп (41,5 %) Тед Круз (37,8 %) Марко Рубио (11,2 %) Джон Кейсик (6,4 %) | 5 марта        | |               |
| Небраска           | Берни Сандерс (57,1 %) Хиллари Клинтон (42,9 %)  | 5 марта        | Дональд Трамп (61,5 %) | 10 мая         | |               |
| Мэн                | Берни Сандерс (64,1 %) Хиллари Клинтон (35,5 %)  | 6 марта        | Тед Круз (45,9 %) Дональд Трамп (32,6 %) Джон Кейсик (12,2 %) Марко Рубио (8 %) | 5 марта        | 13 марта кокус зелёной партии выиграла Джилл Стайн                                                                          |               |
| Пуэрто-Рико        | Хиллари Клинтон (59,7 %) Берни Сандерс (37,9 %)  | 5 июня         | Марко Рубио (71 %) Дональд Трамп (13 %) Тед Круз (8,6 %) Джон Кейсик (1,3 %) | 6 марта        | |               |
| Айдахо             | Берни Сандерс (78 %) Хиллари Клинтон (21,2 %)    | 22 марта       | Тед Круз (45,4 %) Дональд Трамп (28,1 %) Марко Рубио (15,9 %) Джон Кейсик (7,4 %) | 8 марта        | | [ 82 ]        |
| Гавайи             | Берни Сандерс (71,5 %) Хиллари Клинтон (28,4 %)  | 26 марта       | Дональд Трамп (42,4 %) Тед Круз (32,7 %) Марко Рубио (13,3 %) Джон Кейсик (10,6 %) | 8 марта        | |               |
| Миссисипи          | Хиллари Клинтон (82,5 %) Берни Сандерс (16,6 %)  | 8 марта        | Дональд Трамп (47,2 %) Тед Круз (36,1 %) Джон Кейсик (8,8 %) Марко Рубио (5,3 %) | 8 марта        | |               |
| Мичиган            | Берни Сандерс (49,7 %) Хиллари Клинтон (48,3 %)  | 8 марта        | Дональд Трамп (36,6 %) Тед Круз (24,7 %) Джон Кейсик (24,3 %) Марко Рубио (9,3 %) | 8 марта        | |               |
| Вайоминг           | Берни Сандерс (55,7 %) Хиллари Клинтон (44,3 %)  | 9 апреля       | Тед Круз (70,9 %) Марко Рубио (14,5 %) Дональд Трамп (7 %) Джон Кейсик (2,6 %) | 12 марта       | |               |
| округ Колумбия     | Хиллари Клинтон (78 %) Берни Сандерс (20,7 %)    | 14 июня        | Марко Рубио (37,3 %) Джон Кейсик (35,5 %) Дональд Трамп (13,8 %) Тед Круз (12,4 %) | 12 марта       | |               |
| Северные Марианы   | Хиллари Клинтон (54 %) Берни Сандерс (34,4 %)    | 12 марта       | Дональд Трамп (72,8 %) Тед Круз (24 %) Джон Кейсик (2,1 %) Марко Рубио (1,1 %) | 15 марта       | |               |
| Иллинойс           | Хиллари Клинтон (50,6 %) Берни Сандерс (48,6 %)  | 15 марта       | Дональд Трамп (38,8 %) Тед Круз (30,2 %) Джон Кейсик (19,7 %) Марко Рубио (8,7 %) | 15 марта       | Зелёные — Стайн, Джилл (87 %) (12 февраля)                                                                                  | [ 83 ]        |
| Миссури            | Хиллари Клинтон (49,6 %) Берни Сандерс (49,4 %)  | 15 марта       | Дональд Трамп (40,8 %) Тед Круз (40,6 %) Джон Кейсик (10,1 %) Марко Рубио (6,1 %) | 15 марта       | Либертарианцы — Против всех — 45 %                                                                                          |               |
| Огайо              | Хиллари Клинтон (56,1 %) Берни Сандерс (43,1 %)  | 15 марта       | Джон Кейсик (47 %) Дональд Трамп (35,9 %) Тед Круз (13,3 %) Марко Рубио (2,3 %) | 15 марта       | 3 апреля праймериз выиграла Джилл Стайн                                                                                     |               |
| Северная Каролина  | Хиллари Клинтон (54,6 %) Берни Сандерс (40,8 %)  | 15 марта       | Дональд Трамп (40,2 %) Тед Круз (36,8 %) Джон Кейсик (12,7 %) Марко Рубио (7,7 %) | 15 марта       | Либертарианцы — Гэри Джонсон (49 %)                                                                                         |               |
| Флорида            | Хиллари Клинтон (64,4 %) Берни Сандерс (33,3 %)  | 15 марта       | Дональд Трамп (45,7 %) Марко Рубио (27 %) Тед Круз (17,1 %) Джон Кейсик (6,8 %) | 15 марта       | | [ 84 ]        |
| Аризона            | Хиллари Клинтон (56,3 %) Берни Сандерс (41,4 %)  | 22 марта       | Дональд Трамп (46 %) Тед Круз (27,6 %) Джон Кейсик (10,6 %) | 22 марта       | 22 марта Джилл Стайн выиграла праймериз                                                                                     |               |
| Юта                | Берни Сандерс (79,2 %) Хиллари Клинтон (20,3 %)  | 22 марта       | Тед Круз (69,2 %) Джон Кейсик (14,8 %) Дональд Трамп (14 %) | 22 марта       | |               |
| Вашингтон          | Берни Сандерс (72,7 %) Хиллари Клинтон (27,1 %)  | 26 марта       | Дональд Трамп (75,5 %) | 24 мая         | |               |
| Висконсин          | Берни Сандерс (56,6 %) Хиллари Клинтон (43 %)    | 5 апреля       | Тед Круз (48,2 %) Дональд Трамп (35 %) Джон Кейсик (14,1 %) | 5 апреля       | Зелёные — Стайн | [ 85 ]        |
| Нью-Йорк           | Хиллари Клинтон (57,5 %) Берни Сандерс (41,6 %)  | 19 апреля      | Дональд Трамп (59,2 %) Джон Кейсик (24,7 %) Тед Круз (14,5 %) | 19 апреля      | |               |
| Делавэр            | Хиллари Клинтон (59,7 %) Берни Сандерс (39,5 %)  | 26 апреля      | Дональд Трамп (60,7 %) Джон Кейсик (20,4 %) Тед Круз (15,9 %) | 26 апреля      | |               |
| Коннектикут        | Хиллари Клинтон (51,8 %) Берни Сандерс (46,4 %)  | 26 апреля      | Дональд Трамп (57,9 %) Джон Кейсик (28,4 %) Тед Круз (11,7 %) | 26 апреля      | Зелёные — Стайн |               |
| Мэриленд           | Хиллари Клинтон (62,5 %) Берни Сандерс (33,8 %)  | 26 апреля      | Дональд Трамп (54,1 %) Джон Кейсик (23,2 %) Тед Круз (19 %) | 26 апреля      | |               |
| Пенсильвания       | Хиллари Клинтон (55,6 %) Берни Сандерс (43,5 %)  | 26 апреля      | Дональд Трамп (56,6 %) Тед Круз (21,7 %) Джон Кейсик (19,4 %) | 26 апреля      | Зелёные — Стайн |               |
| Род-Айленд         | Берни Сандерс (54,7 %) Хиллари Клинтон (43,1 %)  | 26 апреля      | Дональд Трамп (62,9 %) Джон Кейсик (24 %) Тед Круз (10,3 %) | 26 апреля      | |               |
| Индиана            | Берни Сандерс (52,5 %) Хиллари Клинтон (47,5 %)  | 3 мая          | Дональд Трамп (53,3 %) Тед Круз (36,6 %) Джон Кейсик (7,6 %) | 3 мая          | |               |
| Западная Виргиния  | Берни Сандерс (51,4 %) Хиллари Клинтон (35,8 %)  | 10 мая         | Дональд Трамп (77 %) | 10 мая         | |               |
| Орегон             | Берни Сандерс (56,2 %) Хиллари Клинтон (42,1 %)  | 17 мая         | Дональд Трамп (64,2 %) | 17 мая         | |               |
| Калифорния         | Хиллари Клинтон (53,1 %) Берни Сандерс (46 %)    | 7 июня         | Дональд Трамп (74,6 %) | 7 июня         | |               |
| Монтана            | Берни Сандерс (51,5 %) Хиллари Клинтон (44,2 %)  | 7 июня         | Дональд Трамп (73,7 %) | 7 июня         | |               |
| Нью-Джерси         | Хиллари Клинтон (63,5 %) Берни Сандерс (36,5 %)  | 7 июня         | Дональд Трамп (80,4 %) | 7 июня         | Зелёные — Стайн |               |
| Нью-Мексико        | Хиллари Клинтон (51,5 %) Берни Сандерс (48,5 %)  | 7 июня         | Дональд Трамп (70,6 %) | 7 июня         | |               |
| Южная Дакота       | Хиллари Клинтон (51 %) Берни Сандерс (49 %)      | 7 июня         | Дональд Трамп (67,1 %) | 7 июня         | |               |
| Итого              | Хиллари Клинтон (34) Берни Сандерс (23)          |                | Дональд Трамп (41) Тед Круз (11) Марко Рубио (3) Джон Кейсик (1) |                | Джилл Стайн (3) |               |

## Предвыборная кампания
После проведённых съездов республиканской и демократических партий соперниками за пост президента США остались Хиллари Клинтон и Дональд Трамп.
Соперничество Х. Клинтон и Д. Трампа
- Кибератака на Национальный комитет Демократической партии США (июнь 2016)

Американская разведка и Белый дом неоднократно заявляли, что считают хакерские атаки частью спланированной акции российских властей с целью повлиять на выборы; самым скандальным было октябрьское заявление вице-президента США Джо Байдена, который пообещал, что американские власти ответят Москве на кибератаки в «нужный момент».
- Обвинения России во вмешательстве в президентские выборы 2016 года в США

Рейтинги
Рейтинги кандидатов, обобщённые по разным опросам, приведены на рисунке ниже.

В таблице ниже приведены данные последних опросов общественного мнения в США. Разные опросы выдают обычно несколько отличающиеся результаты. Существует несколько исследователей, которые собирают последние опросы и обобщают через весовые модели, при этом следует учитывать, что модели сложения опросов проведенных по разным методикам весьма условные. Результаты обобщения опросов можно посмотреть на сайтах:
- Трекер Нью-Йорк Таймс Архивная копия от 27 сентября 2017 на Wayback Machine
- RealClearPolitics Архивная копия от 3 октября 2016 на Wayback Machine
- Pollsters Архивная копия от 2 октября 2016 на Wayback Machine
- Polltracker. Архивировано из оригинала 4 июля 2016 года.
- Purepolling Архивная копия от 19 сентября 2016 на Wayback Machine

Другая категория исследователей, обобщая опросы, формулирует не процент голосов, а вероятность победы кандидата в процентах. Данная категория исследователей, кроме опросов, учитывает также ставки букмекеров и рассчитывает вероятность по их исследованиям:
- FiveThirtyEight Архивная копия от 2 ноября 2016 на Wayback Machine (больший вес на исторические данные прежних голосований)
- PredictWise Архивная копия от 18 сентября 2016 на Wayback Machine (больший вес на букмекеров)

| Источник                                  | Дата            | Демократический кандидат | %    | Республиканский кандидат | %    | Отрыв в % | Кол-во опрошенных | Погрешность |
| ----------------------------------------- | --------------- | ------------------------ | ---- | ------------------------ | ---- | --------- | ----------------- | ----------- |
| Ipsos/Reuters                             | 22—26 июля 2016 | Хиллари Клинтон          | 37 % | Дональд Трамп            | 39 % | 2         | 962               | ± 4,0 %     |
| Economist/YouGov                          | 23—24 июля 2016 | Хиллари Клинтон          | 47 % | Дональд Трамп            | 42 % | 5         | 1300              | ± 4,5 %     |
| Morning Consult                           | 22—24 июля 2016 | Хиллари Клинтон          | 40 % | Дональд Трамп            | 44 % | 4         | 2502              | ± 2 %       |
| CBS News                                  | 22—24 июля 2016 | Хиллари Клинтон          | 43 % | Дональд Трамп            | 44 % | 1         | 1118              | ± 4 %       |
| CNN/ORC                                   | 22—24 июля 2016 | Хиллари Клинтон          | 45 % | Дональд Трамп            | 48 % | 3         | 882               | ± 3,5 %     |
| NBC News/SurveyMonkey                     | 18—24 июля 2016 | Хиллари Клинтон          | 46 % | Дональд Трамп            | 45 % | 1         | 12 931            | ± 1,2 %     |
| USC/Los Angeles Times                     | 18—24 июля 2016 | Хиллари Клинтон          | 41 % | Дональд Трамп            | 45 % | 4         | 2083              | ± 3 %       |
| One America News Network/Gravis Marketing | 21—22 июля 2016 | Хиллари Клинтон          | 49 % | Дональд Трамп            | 51 % | 2         | 3462              | ± 1,7 %     |
| Echelon Insights                          | 21—22 июля 2016 | Хиллари Клинтон          | 45 % | Дональд Трамп            | 41 % | 4         | 912               | —           |
| Ipsos/Reuters                             | 18—22 июля 2016 | Хиллари Клинтон          | 41 % | Дональд Трамп            | 38 % | 3         | 1036              | ± 4,0 %     |
| USC/Los Angeles Times                     | 16—22 июля 2016 | Хиллари Клинтон          | 42 % | Дональд Трамп            | 44 % | 2         | 2010              | —           |
| American Research Group                   | 17—20 июля 2016 | Хиллари Клинтон          | 43 % | Дональд Трамп            | 42 % | 1         | 990               | ± 3,2 %     |
| Ipsos/Reuters                             | 16—20 июля 2016 | Хиллари Клинтон          | 40 % | Дональд Трамп            | 36 % | 4         | 1522              | ± 2,9 %     |
| Rasmussen Reports                         | 18—19 июля 2016 | Хиллари Клинтон          | 42 % | Дональд Трамп            | 43 % | 1         | 1000              | ± 3,0 %     |
| Greenberg Quinlan Rosner                  | 13—18 июля 2016 | Хиллари Клинтон          | 50 % | Дональд Трамп            | 43 % | 7         | 900               | ± 3,27 %    |
| Economist/YouGov                          | 15—17 июля 2016 | Хиллари Клинтон          | 45 % | Дональд Трамп            | 41 % | 4         | 925               | ± 4,5 %     |
| NBC News/SurveyMonkey                     | 11—17 июля 2016 | Хиллари Клинтон          | 46 % | Дональд Трамп            | 45 % | 1         | 9436              | ± 1,4 %     |
| Morning Consult                           | 14—16 июля 2016 | Хиллари Клинтон          | 41 % | Дональд Трамп            | 39 % | 2         | 2002              | ± 2 %       |
| CNN/ORC                                   | 13—16 июля 2016 | Хиллари Клинтон          | 49 % | Дональд Трамп            | 42 % | 7         | 872               | ± 3,5 %     |
| icitizen                                  | 12—15 июля 2016 | Хиллари Клинтон          | 46 % | Дональд Трамп            | 41 % | 5         | 1000              | —           |
| ABC News/Washington Post                  | 11—14 июля 2016 | Хиллари Клинтон          | 47 % | Дональд Трамп            | 43 % | 4         | 1003              | ± 3,5 %     |

## Результаты

### Итоги выборов
8 ноября 2016 года победу на выборах одержал Дональд Трамп, набрав 306 голосов коллегии выборщиков против 232 за Хиллари Клинтон. 7 выборщиков, называемых «вероломными», отдали голоса не за кандидата, выбранного большинством населения их штата.
19 декабря 2016 по итогам голосования коллегии выборщиков подтверждены голоса 304 выборщиков за Трампа и 227 за Клинтон, при этом:
- Трое выборщиков от штата Вашингтон также проголосовали не за Хиллари Клинтон, а за бывшего госсекретаря Колина Пауэлла, а один — за Веру Пятнистого Орла, лидера индейского движения, организовавшей протесты против строительства трубопровода Dakota Access[108][109]. Один выборщик с Гавайев проголосовал за Берни Сандерса. То же самое сначала сделал один выборщик из штата Мэн. Однако, согласно законодательству этого штата, такой голос признаётся недействительным, а выборщику предоставляется возможность проголосовать повторно, прежде, чем к нему будут применены санкции. При повторном голосовании выборщик отдал свой голос за Клинтон.[110]

Четырёх ненадёжных выборщиков от штата Вашингтон в 2016 году оштрафовали на 1 тысячу долларов каждого.
В итоге, Дональд Трамп победил на президентских выборах, набрав 304 голоса выборщиков.
Протоколы заседаний выборщиков были переданы каждым штатом президенту Сената и архивариусу США, и 6 января прошло заседание конгресса США для подсчёта голосов выборщиков. Конгресс США окончательно утвердил итоги голосования коллегии выборщиков, которые показали победу республиканца Дональда Трампа на президентских выборах 2016 года.

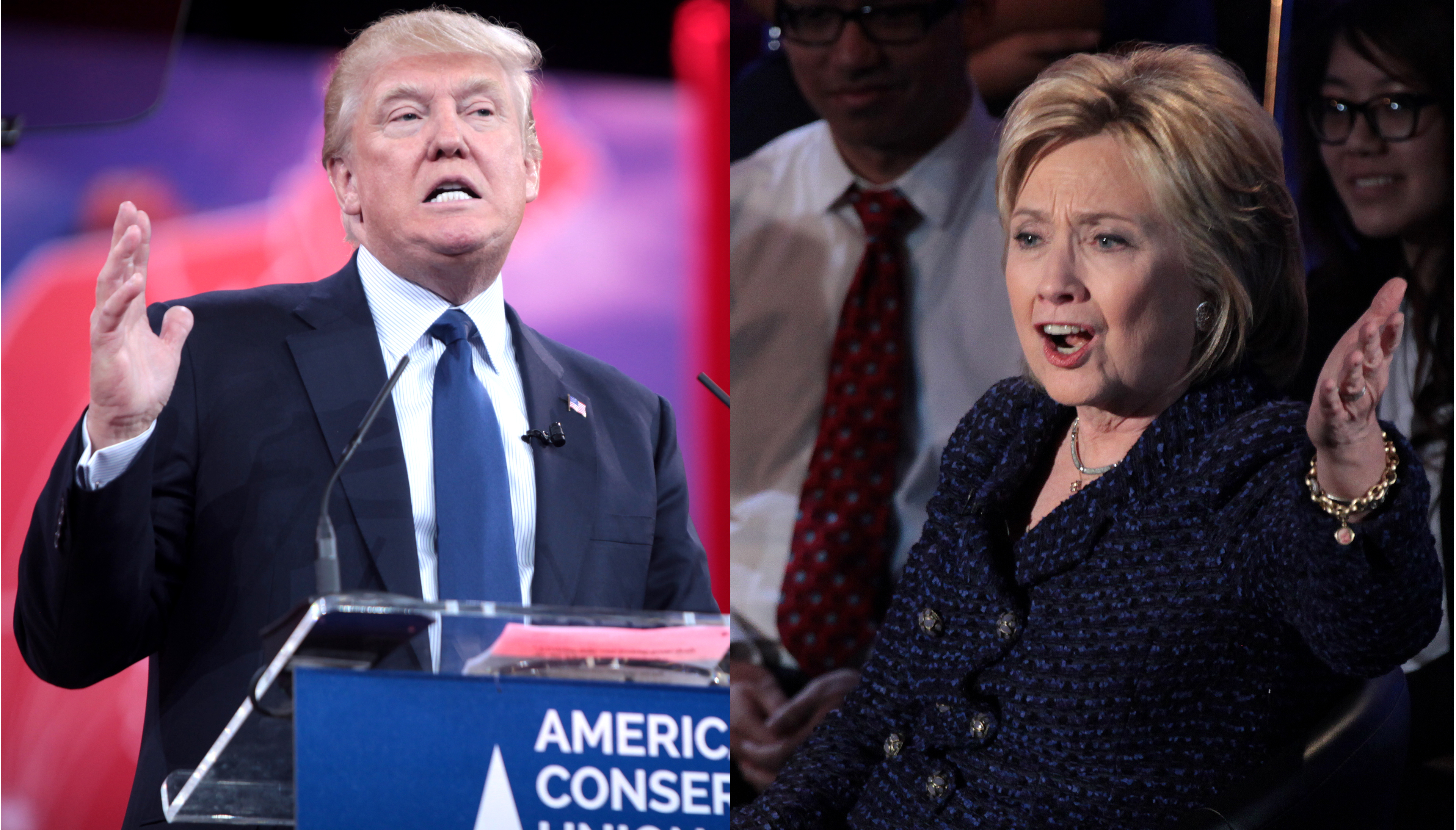
Дональд Трамп и Хиллари Клинтон во время президентских выборов в США 2016 года.

| Кандидат            | Партия                            | Избиратели | Избиратели | Выборщики (предварительно) | Выборщики (итоговые) |
| Кандидат            | Партия                            | Количество | %          | Выборщики (предварительно) | Выборщики (итоговые) |
| ------------------- | --------------------------------- | ---------- | ---------- | -------------------------- | -------------------- |
| Дональд Трамп       | Республиканская партия            | 62 985 106 | 46,09      | 306                        | 304                  |
| Хиллари Клинтон     | Демократическая партия            | 65 853 625 | 48,18      | 232                        | 227                  |
| Гэри Джонсон        | Либертарианская партия            | 4 488 919  | 3,28       | 0                          | 0                    |
| Джилл Стайн         | Партия зелёных                    | 1 457 044  | 1,06       | 0                          | 0                    |
| Эван Макмаллин      | (независимый кандидат)            | 725 902    | 0,53       | 0                          | 0                    |
| Даррелл Касл        | Конституционная партия            | 172 570    | 0,1        | 0                          | 0                    |
| Колин Пауэлл        | Демократическая партия Вашингтона | 0          | 0,0        | 0                          | 3                    |
| Фейт Пятнистый Орёл | Демократическая партия Вашингтона | 0          | 0,0        | 0                          | 1                    |
| Джон Кейсик         | Республиканская партия Техаса     | 0          | 0,0        | 0                          | 1                    |
| Рон Пол             | Республиканская партия Техаса     | 0          | 0,0        | 0                          | 1                    |
| Берни Сандерс       | Демократическая партия Гавайев    | 102 716    | 0,08       | 0                          | 1                    |

## Послевыборные акции протеста

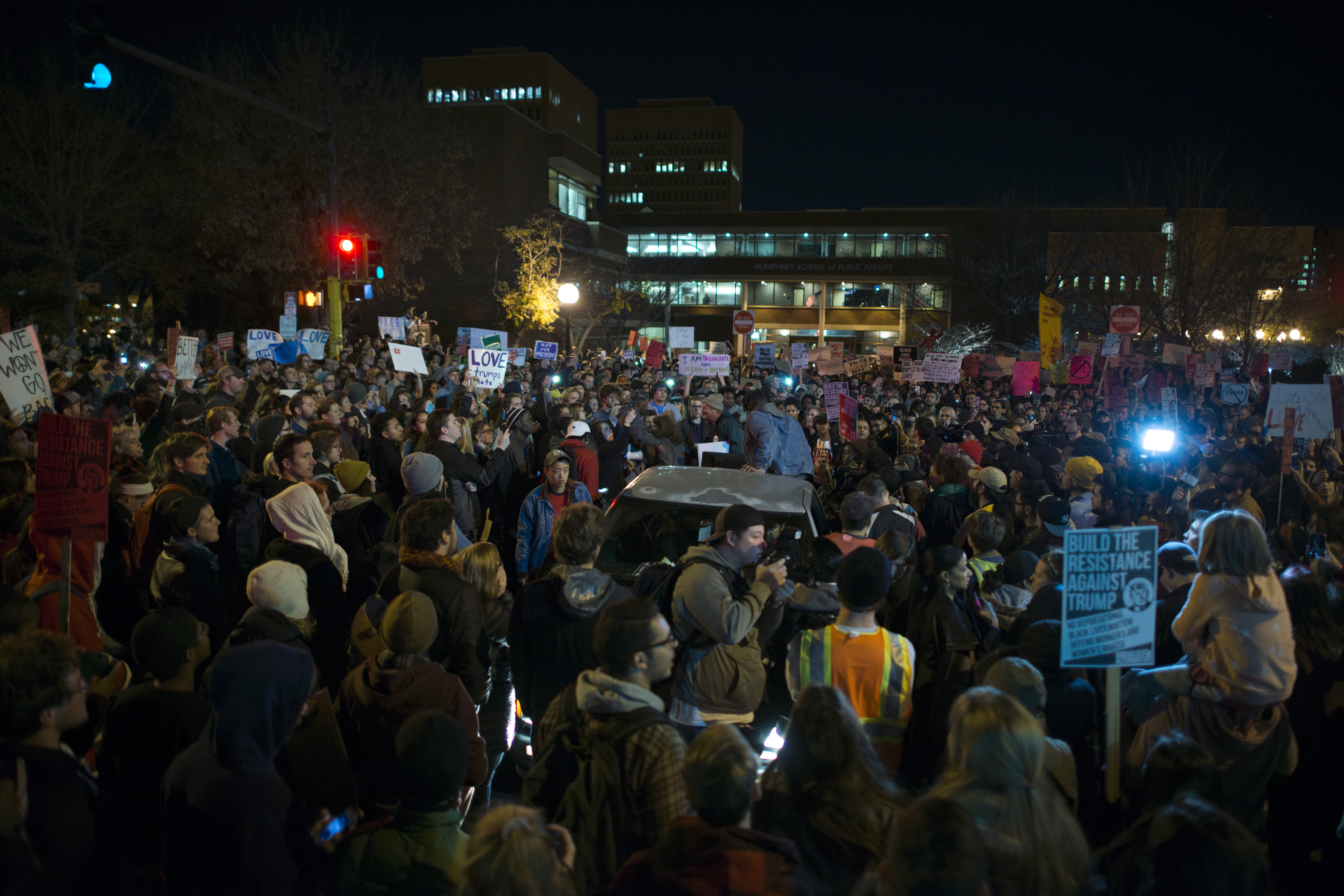
Акция протеста против избрания президентом США Дональда Трампа

9 ноября 2016 года и в следующие дни во многих крупных городах США проходили акции протеста против победы Дональда Трампа на президентских выборах. Самая крупная из них прошла в Нью-Йорке, среди лозунгов акций — «Не мой президент!» и более жёсткие лозунги. В Лос-Анджелесе и Портленде протестующие стали перекрывать отдельные городские автомагистрали, однако были разогнаны полицией
10 ноября было собрано более 2 миллионов подписей под петицией, призывающей выборщиков проигнорировать итоги голосования в их штатах и проголосовать 19 декабря за Хиллари Клинтон. В Портланде протестующие перекрыли шоссе.
12 ноября в Лос-Анджелесе и Нью-Йорке прошли многотысячные марши протеста.
16 ноября прошли протесты студентов из 80 учебных заведений против иммиграционной политики Дональда Трампа.
18 ноября демонстранты перекрыли крупный перекресток в Чапел-Хилл.
25 ноября протестующие заблокировали входы в магазины на Великолепной миле в Чикаго.
19 декабря во многих городах США прошли митинги, митингующие призывали выборщиков проигнорировать результаты голосования в их штатах и проголосовать за Хиллари Клинтон.

## Инаугурация

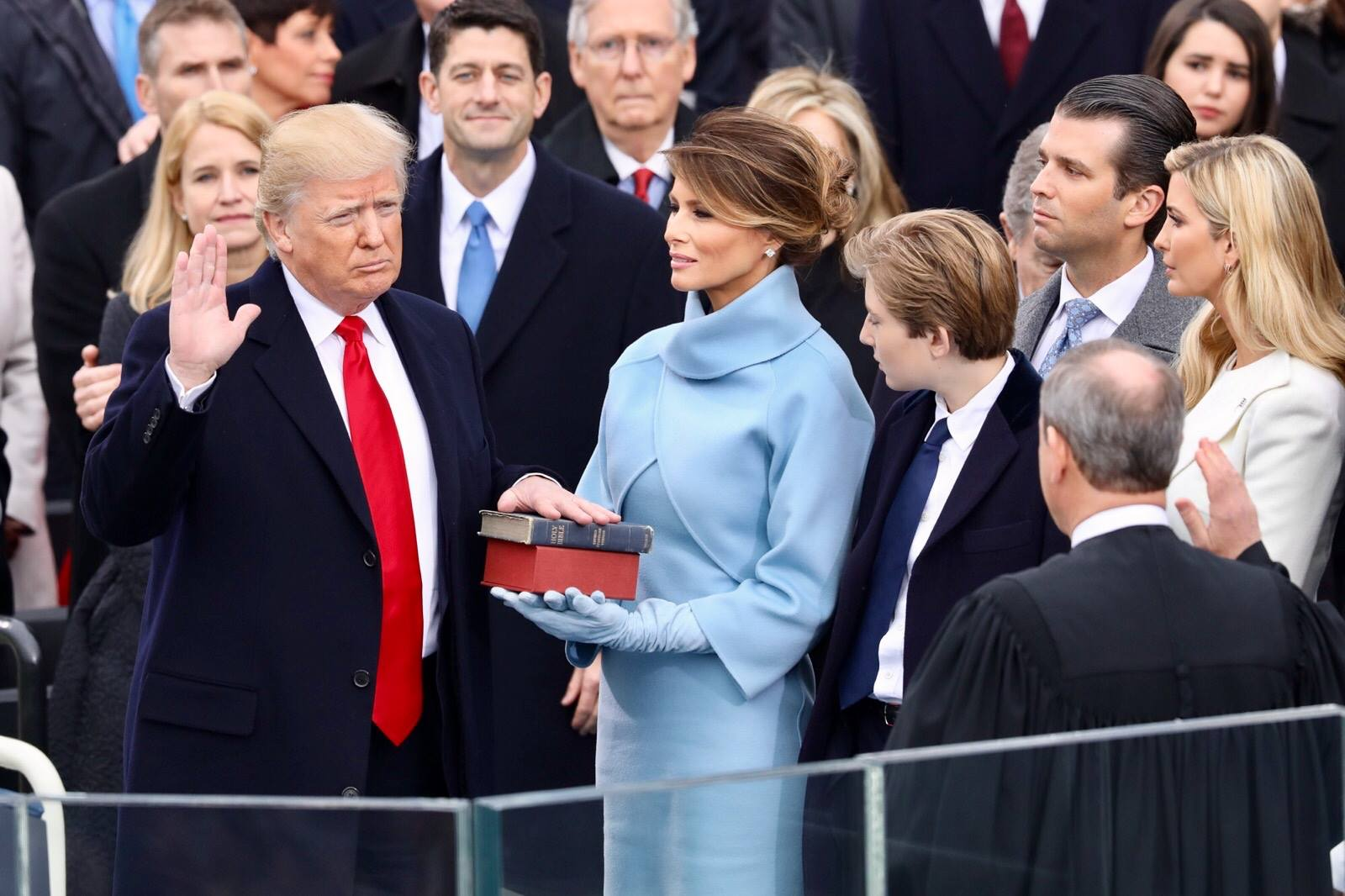
Дональд Трамп принимает присягу. 20 января 2017

20 января 2017 года Новый Президент США Дональд Трамп принял присягу.

## Обвинения в адрес России
Во время и после выборов звучали публичные обвинения российских правительственных структур во вмешательстве в процесс выборов с целью нанести ущерб кампании Хиллари Клинтон, способствовать победе Дональда Трампа и спровоцировать политический и социальный раскол в американском обществе. В числе такого вмешательства назывались кибератаки на Национальный комитет Демократической партии и автоматизированные системы выборов, пропаганда в США российских СМИ иновещания RT и Sputnik под эгидой Российского института стратегических исследований, работа в социальных сетях «фабрики троллей» Агентства интернет-исследований, контакты членов предвыборной и президентской команд и родственников Трампа с Российским фондом прямых инвестиций и другими российскими представителями, оплата RT мероприятий Майкла Флинна и прочее.
В частности в таком вмешательстве была убеждена Фиона Хилл, с апреля 2017 по август 2019 занимавшая пост советника президента по России и Восточной Европе в администрации Трампа:
Причиной, чтобы пойти работать в администрацию [Трампа] в 2017 году, стало случившееся в 2016-м, когда российские разведывательные службы по указу Кремля вмешались в президентские выборы. И, как мы знаем, это создало хаос в американской политике.
Фиона Хилл считала, что хакерские атаки на американские выборы были местью российских спецслужб за действия Клинтон в 2011 году, когда она служила главой Госдепартамента США и высказалась в поддержку протестующих против возвращения Путина на пост президента.
Российские власти последовательно отрицали вмешательство в американские выборы. Отрицает это и Трамп, который считает, что эта версия была придумана его оппонентом Хиллари Клинтон и её окружением, чтобы очернить его. Клинтон же много раз публично объясняла свое поражение вмешательством России.
В 2017 году, уже во время президентства Трампа, развернулось широкое межведомственное расследование Конгресса США предполагаемого вмешательства во главе со спецпрокуром министерства юстиции США экс-главой ФБР Робертом Мюллером, до и в ходе которого в том числе произошли отставки важных членов администрации Трампа (Майкла Флинна и других), были допрошены члены предвыборной и президентской команд и родственники Трампа, было заблокировано множество участников и сообществ соцсетей от «фабрики троллей», были заведены уголовные дела, были применены ограничительные меры к RT и Sputnik (запреты на рекламу в соцсетях и принуждение к регистрации как иностранных агентов) и т. д.
15 мая 2023 года спецпрокурор Джон Дарем опубликовал отчет по «вопросам, связанным с разведывательной деятельностью и расследованиями, вытекающими из президентских кампаний 2016 года» (он же «отчет Дарема»). В докладе содержалась критика ФБР и делался вывод, что «ФБР никогда не следовало начинать полноценное расследование связей между кампанией Дональда Трампа и Россией во время выборов 2016 года». В отчете также говорилось, что ФБР использовало необработанные, не проанализированные и неподтвержденные разведданные, чтобы начать расследование «Урагана перекрестного огня» в отношении Трампа и России, но использовало другой стандарт при оценивании ситуации по поводу предполагаемого вмешательства в предвыборную кампанию Хиллари Клинтон.

## Комментарии
1. 1 2  По итогам выборов в отдельных штатах Дональд Трамп и Хиллари Клинтон получали 306 и 232 голосов выборщиков соответственно. На голосовании коллегий выборщиков 19 декабря 2016 года двое выборщиков отдали голоса не за Трампа, пятеро — не за Клинтон. Тем самым Трамп получил 304 голоса, Клинтон — 227 голосов.